# Język praindoeuropejski
Język praindoeuropejski (skrót: pie) – prajęzyk, hipotetyczny ostatni wspólny przodek wszystkich języków indoeuropejskich. Nie został on zaświadczony bezpośrednio (nie są znane żadne źródła historyczne języka praindoeuropejskiego), lecz jego istnienie zostało wywnioskowane na podstawie wielu zbieżności i podobieństw w słownictwie, gramatyce i fonetyce różnych języków. Został on częściowo zrekonstruowany za pomocą metody porównawczej. Nie wszystkie badania zgadzają się co do istnienia takiego języka, część zaświadcza, że podobieństwa między językami grupy IE wynikają z wielu tysięcy lat sąsiedztwa dwóch lub więcej grup języków o różnym pochodzeniu.
Język praindoeuropejski miał być używany kilka tysięcy lat p.n.e. na nieokreślonych dokładniej terenach zachodniej Eurazji, ostateczny rozpad wspólnoty językowej nastąpił nie później niż dwa tysiące lat p.n.e. Według najpowszechniej przyjmowanej w drugiej dekadzie XX w. hipotezy (teoria kurhanowa) mówiono nim na obszarze Stepu Pontyjskiego. Wskutek ekspansji ludności posługującej się językiem praindoeuropejskim doszło do jego zróżnicowania dialektalnego; z poszczególnych dialektów powstały następnie pojedyncze prajęzyki, które ostatecznie dały początek kolejnym indoeuropejskim grupom językowym. Najdawniej zaświadczonym w piśmie językiem powstałej w ten sposób rodziny jest hetycki – odkryte zostały teksty datowane na XVII wiek p.n.e.
Język praindoeuropejski był językiem fleksyjnym – nominalne części mowy posiadały trzy rodzaje gramatyczne, trzy liczby i osiem przypadków. Czasowniki zaś miały trzy aspekty, dwie strony, cztery tryby i – w ograniczonym zakresie – dwa czasy. Natomiast pod względem stosunków morfosyntaktycznych należał on do języków nominatywno-akuzatywnych – aczkolwiek niektórzy językoznawcy wskazują na to, że w bardzo wczesnym okresie rozwoju miał charakter ergatywno-absolutywny lub nominatywno-absolutywny. Szyk wyrazów był ruchomy, ale głównym i najczęściej używanym szykiem był SOV (podmiot–dopełnienie–orzeczenie).
Fonologicznie język praindoeuropejski cechował się bogactwem spółgłosek. Zgodnie z powszechnie uznawaną teorią laryngalną posiadał on trzy spółgłoski o artykulacji gardłowej lub krtaniowej (tzw. laryngały). Ponadto występowały w nim dźwięczne głoski przydechowe, zwarte zmiękczone i zaokrąglone, a także inne głoski, znane m.in. z języka polskiego. Jego system fonetyczny obejmował również po pięć samogłosek krótkich i długich. W rdzeniach i przyrostkach słowotwórczych często miał miejsce charakterystyczny przegłos – podstawowa w tym języku samogłoska /e/ w zależności od formy wyrazu mogła zmienić się w /o/, wydłużyć do /ē/ lub /ō/ albo też całkowicie zniknąć.
Badaniem języka praindoeuropejskiego i jego rekonstrukcją zajmuje się nauka zwana indoeuropeistyką. Właściwe studia nad prajęzykiem i próby jego odtworzenia rozpoczęły się na początku XIX wieku.

## Oznaczenia i standardy zapisu
W niniejszym artykule stosowane są różne systemy zapisu języka praindoeuropejskiego, z reguły zgodnie z cytowanymi źródłami bibliograficznymi – autorzy według własnego uznania wykorzystują rozmaite konwencje, krótko przedstawione poniżej.
Niekwestionowanym standardem stosowanym powszechnie w publikacjach językoznawczych jest wykorzystywanie gwiazdki (*) w celu poprzedzenia form (wyrazów, rdzeni, głosek itp.) zrekonstruowanych metodami badawczymi, niezaświadczonych bezpośrednio, np.: *loḱs („łosoś”), *k (jedna ze spółgłosek). Natomiast pomiędzy ukośnikami /.../ podawany jest zapis fonetyczny, w tym przypadku najbardziej zbliżony do polskiej wymowy. Poszczególne znaki w zapisie języka praindoeuropejskiego używane są następująco:
- samogłoski *ā, *ē, *ō, *ī oraz *ū oznaczają samogłoski długie;
- głoski *h₁, *h₂ i *h₃ to tzw. głoski laryngalne (laryngały), przedstawione w dalszej części artykułu, jako *hₓ lub *H bywa zapisywany laryngał dokładniej nieokreślony;
- spółgłoski *ḱ oraz *ǵ oznaczają spółgłoski miękkie, bliskie polskich /ki/ oraz /gi/;
- spółgłoski *kʷ oraz *gʷ oznaczają spółgłoski zaokrąglone, zbliżone do polskich /kł/ oraz /gł/;
- spółgłoski *bʰ, *dʰ, *ǵʰ, *gʰ oraz *gʷʰ były spółgłoskami wymawianymi z przydechem, alternatywnie zapisywane są jako *bh, *dh itd.;
- spółgłoski półotwarte, równoznaczne polskim /j/ oraz /ł/, zapisywane są jako *i̯ (lub *y) oraz *u̯ (lub *w);
- znakami *l̥, *m̥, *n̥ oraz *r̥ zapisywane są zgłoskotwórcze (tworzące sylabę) warianty odpowiednich spółgłosek.

Czasem podawany jest też akcent wyrazowy, oznaczany za pomocą ukośnej kreseczki nad samogłoską (´), np. *h₁ésmi („jestem”). Może on też wystąpić z samogłoską długą, np. *ph₂tḗr („ojciec”). Makron i brewis umieszczone jednocześnie nad głoską oznaczają jej nieznaną długość, np. *ī̆.
Ewolucja form zapisywana jest znakiem większości, ostry kąt wskazuje formę późniejszą:
- A > B oznacza forma A przekształciła się w późniejszą formę B;
- A < B oznacza forma A pochodzi z wcześniejszej formy B.

Symbolem ∅ oznaczana jest zerowa końcówka fleksyjna, a także stopień zerowy rdzenia wyrazowego. Natomiast łącznik w praindoeuropejskich słowach (-) przedstawia budowę wyrazu, oddzielając od siebie poszczególne morfemy. W komórkach tabel znakiem zapytania oznaczono brak zrekonstruowanej formy w podanych źródłach, a myślnik (–) informuje, że dana forma nie istnieje.

## Historia idei prajęzyka

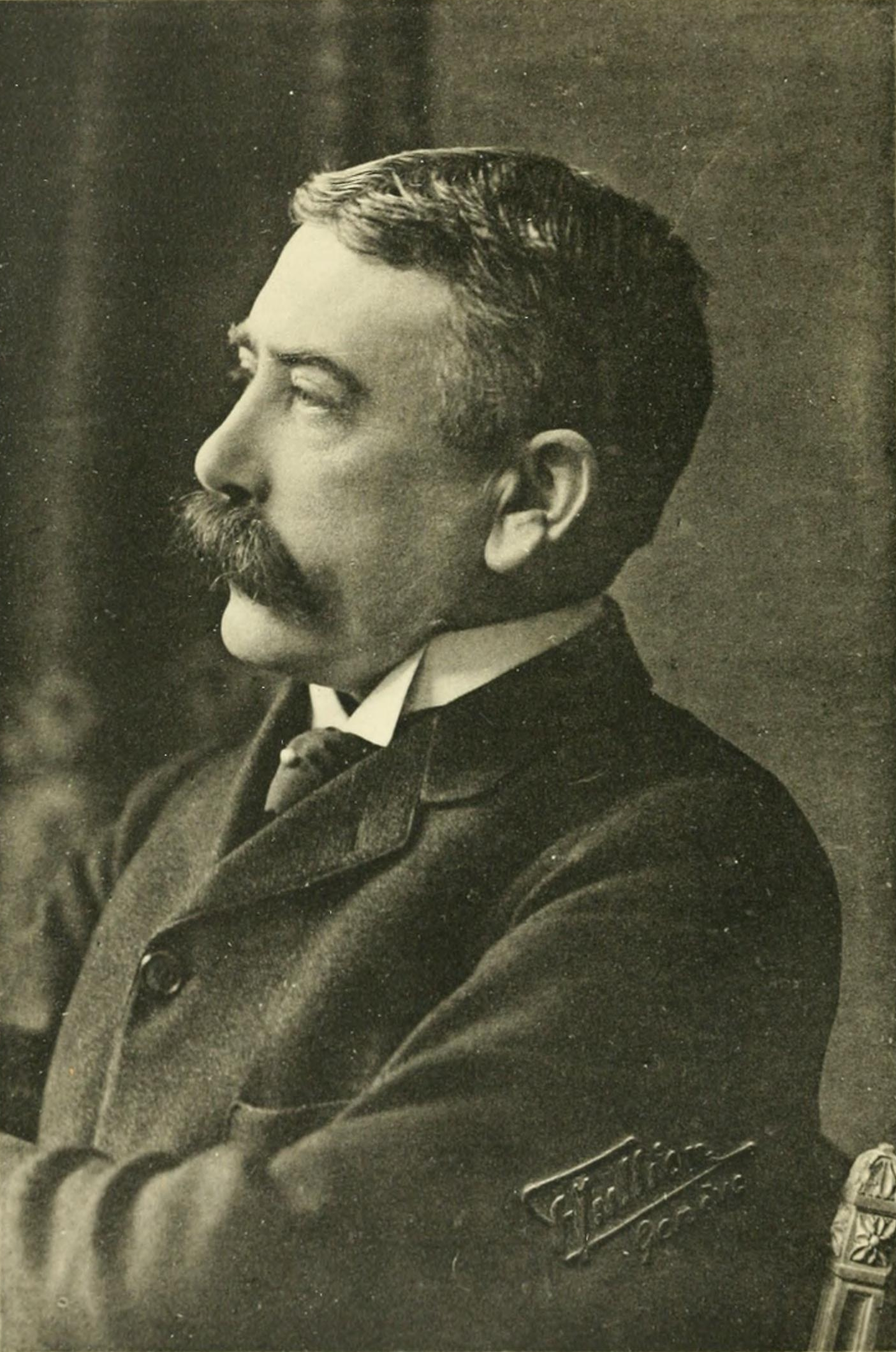
Ferdinand de Saussure (1857–1913)

Prekursorem idei prajęzyka, od którego wywodzą się inne języki dawne i współczesne, klasyfikowane obecnie w ramach rodziny indoeuropejskiej, był Marcus Zuerius van Boxhorn. W r. 1647 zestawił on ze sobą łacinę, grecki, perski, sanskryt oraz języki germańskie, słowiańskie i bałtyckie, przypisując im istnienie wspólnego językowego przodka, którego nazwał językiem scytyjskim. Powszechnie jednak pochodzenie języków indoeuropejskich (wówczas jeszcze określenie to nie istniało) przypisuje się Williamowi Jonesowi, który w wykładzie wygłoszonym w 1786 r. zwrócił uwagę na zaskakujące zbieżności w zakresie słownictwa i struktury gramatycznej pomiędzy sanskrytem, a językami europejskimi. Stało się to przyczynkiem do powstania na początku XIX w. językoznawstwa historyczno-porównawczego, które na samym początku było w zasadzie tożsame z indoeuropeistyką. Spokrewnione ze sobą języki Thomas Young nazwał indoeuropejskimi – od obszarów, na których były one używane.
W 1816 r. Franz Bopp w swoim dziele Über das Conjugationssystem der Sanskritsprache in Vergleichung mit jenem der griechischen, lateinischen, persischen und germanischen Sprache potwierdził pokrewieństwo języków indoeuropejskich, dając tym samym początek nowoczesnej indoeuropeistyce. Zaś w 1838 r. udowodnił przynależność języków celtyckich do rodziny indoeuropejskiej. Natomiast w r. 1875 Heinrich Hübschmann wykazał, że język ormiański należy do odrębnej indoeuropejskiej grupy językowej, nie zaś do języków irańskich, jak wcześniej sądzono.
W r. 1822 Jakub Grimm sformułował regułę, zwaną dzisiaj od jego nazwiska prawem Grimma, dotyczącą zmian wymowy spółgłosek w językach germańskich, pokazując, jak owe zmiany językowe przekształcały całe słowa. Pod koniec lat 70. XIX w. w Lipsku powstała szkoła naukowa, której twórcy (m.in. August Leskien) byli nazywani młodogramatykami. Wprowadzili oni koncepcję bezwyjątkowości tego typu praw głosowych, które według nich działają we wszystkich wyrazach i u wszystkich użytkowników danego języka. Sformułowali m.in. prawo Vernera, również dotyczące języków germańskich. Mniej więcej w tym samym okresie (1878) Ferdinand de Saussure zaproponował hipotezę istnienia dwóch koeficjentów sonantycznych – specjalnych głosek o artykulacji gardłowej lub krtaniowej, które tłumaczyłyby pewne niewyjaśnione do tej pory zjawiska fonetyczne w językach indoeuropejskich. Jego hipoteza nie spotkała się z większym poparciem, została potwierdzona dopiero w latach 20. XX w. po odkryciu i odczytaniu języków anatolijskich – w jednym z nich, hetyckim, Jerzy Kuryłowicz odkrył ślady głosek proponowanych przez de Saussure'a. Na tej podstawie została opracowana i rozwinięta teoria laryngalna, według której w praindoeuropejskim istniały trzy głoski gardłowe lub krtaniowe, zwane krótko laryngałami. Odkrycie tego bywa uważane za najważniejsze osiągnięcie w dziejach dyscypliny. Sam Kuryłowicz przyczynił się do jeszcze lepszego zrozumienia indoeuropejskiego przegłosu w swojej publikacji L'Apophonie en indo-européen (1956).
Rekonstrukcję języka praindoeuropejskiego na dużą skalę po raz pierwszy przeprowadził August Schleicher w książce Compendium der vergleichenden Grammatik der indogermanischen Sprachen (1861). Jako pierwszy napisał też w zrekonstruowanym przez siebie prajęzyku krótkie opowiadanie o tytule Owca i konie. W 1959 r. Julius Pokorny opublikował Indogermanisches etymologisches Wörterbuch, pierwszy słownik etymologiczny języków indoeuropejskich, zawierający obszerny zbiór zrekonstruowanych rdzeni wyrazowych w języku praindoeuropejskim. W następnych latach pojawiły się próby poszukiwania pokrewieństwa rodziny indoeuropejskiej z innymi – m.in. Władisław Illicz-Switycz i Aron Dołgopolski zaproponowali jej przynależność do dużej makrorodziny językowej, nazwanej nostratyczną.
Zarówno słownictwo, jak i struktury gramatyczne języków indoeuropejskich wykazują tak dużo cech wspólnych, że można domniemywać faktyczne wspólne pochodzenie tych języków. Alternatywny model ligi językowej, czyli grupy pierwotnie bliżej niespokrewnionych języków, które upodobniły się do siebie przez wzajemne oddziaływanie, jest w obliczu tych zaobserwowanych cech wykluczany przez badaczy.
Należy też podkreślić, że kwestia poszukiwania praojczyzny indoeuropejskiej – która znajduje się w kręgu zainteresowań indoeuropeistów – jest kwestią językową, nie genetyczną.

## Pochodzenie prajęzyka

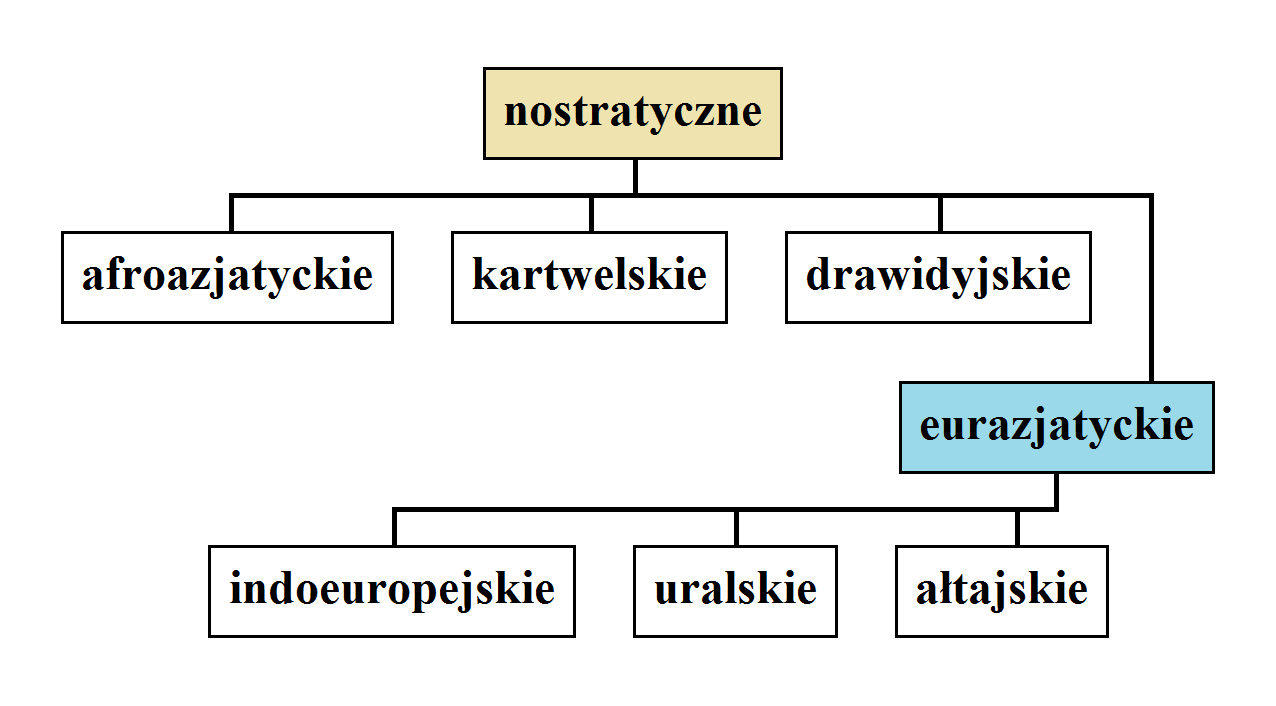
Drzewo hipotetycznych makrorodzin nostratycznej i eurazjatyckiej według Allana Bomharda

Pochodzenie języka praindoeuropejskiego oraz jego pokrewieństwo filogenetyczne nie jest bliżej znane. Na podstawie pewnych obserwowanych zbieżności morfologicznych i fonologicznych niektórzy językoznawcy próbują wiązać rodzinę języków indoeuropejskich z innymi.
Stosunkowo często postulowane jest pokrewieństwo z rodziną języków uralskich, która to wraz z indoeuropejskimi miałaby tworzyć nadrodzinę indo-uralską. Współcześnie zwolennikami hipotezy indo-uralskiej są Alwin Kloekhorst i Frederik Kortlandt. Według tego drugiego ludność praindouralska zamieszkiwała tereny na południu od Uralu. Jej część przemieściła się bardziej na zachód, nad Morze Czarne, gdzie doszło do kontaktów językowych z ludnością kultury majkopskiej i gdzie wykształcił się język praindoeuopejski.
Rzadziej proponowana jest nadrodzina indo-tyrreńska, w której jako najbliżsi krewni znajdowałyby się wymarłe, starożytne języki tyrreńskie. John Colarusso proponuje istnienie w przeszłości języka prapontyjskiego, od którego pochodziłyby praindoeuropejski oraz prajęzyk rodziny abchasko-adygejskiej. Zaś Allan Bomhard postuluje związki z wymarłymi językami huro-urartyjskimi, które wraz z indoeuropejskimi miałyby pochodzić od bliżej nieokreślonego języka „pra-azjanickiego”.
Nikołaj Andrejew sugerował istnienie języka proto-borealnego, z którego wywodziły się cztery późniejsze prajęzyki: praindoeuropejski, prauralski, praałtajski i prakoreański. Z kolei Joseph Greenberg proponuje podobną, aczkolwiek nieco większą makrorodzinę eurazjatycką – łączącą języki indoeuropejskie, uralsko-jukagirskie, ałtajskie, eskimo-aleuckie, czukockie (czukocko-kamczackie) oraz języki etruski, japoński, koreański, ajnuski i giliacki (niwchijski). Zaś Władisław Illicz-Switycz i Aron Dołgopolski (którzy rozpowszechnili starą hipotezę Holgera Pedersena) postulują analogiczną makrorodzinę nostratyczną o składzie takim jak eurazjatycka plus języki drawidyjskie, kartwelskie i afroazjatyckie, niektórzy dodają również nilo-saharyjskie i język sumeryjski. Natomiast propozycją Harolda Fleminga jest ogromna fyla językowa, nazwana przez niego boreańską, do której należą według niego makrorodziny: nostratyczna, amerindiańska, dene-kaukaska i austrycka.
Próby filogenetycznego wiązania rodziny indoeuropejskiej z innymi są jednak najczęściej efektem metody masowej komparacji leksykalnej, która jest metodą kontrowersyjną, odrzucaną przez wielu językoznawców. Hipotezy tworzone z jej wykorzystaniem, takie jak nostratyczna, są uważane za niezbyt przekonujące lub nawet błędne.

## Miejsce i czas prajęzyka

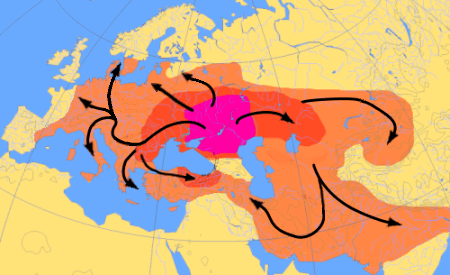
Hipotetyczna praojczyzna (kolor różowy) i ekspansja Indoeuropejczyków według teorii kurhanowej (pontyjsko-kaspijskiej)

Poszukiwanie ojczyzny języka praindoeuropejskiego rozpoczęło się w momencie zidentyfikowania rodziny. Początkowo dużą wagę przywiązywano do starożytnych tekstów indyjskich i irańskich, co miało bezpośrednie przełożenie na propozycje badaczy. William Jones uważał, że ojczyzną Praindoeuropejczyków był Iran, inni współcześni mu badacze proponowali Himalaje lub subkontynent indyjski. W 1851 r. angielski językoznawca Roger Latham skrytykował hipotezy o pochodzeniu indoeuropejskiego z Azji – według niego Indoeuropejczycy rozprzestrzenili się z terenów Europy. Idea europejskiej ojczyzny stała się popularna szczególnie w kręgach nacjonalistycznych. Posługując się pojęciem Ariów (termin w rzeczywistości określający ludy indoirańskie) ideolodzy narodowego socjalizmu stworzyli wbrew nauce ideę „Aryjczyka”, którego przodkowie mieliby jakoby zamieszkiwać południową Skandynawię i północne Niemcy.
W 1886 r. Otto Schrader jako pierwszy zaproponował, że praojczyzna Indoeuropejczyków znajdowała się na stepach w okolicach Morza Czarnego. Hipotezę tę rozpowszechniła w 1956 r. Marija Gimbutas, autorka teorii kurhanowej, według której pomiędzy 4400 a 2800 r. p.n.e. konni wojownicy podbili większość obszarów Europy oraz środkowo-zachodniej Azji, wypierając miejscową ludność i narzucając jej swój język. Wraz ze zdobywaniem nowych terenów i osiedlaniem się na nich, pierwotny język najeźdźców ewoluował, dając podstawy dzisiejszej indoeuropejskiej rodzinie językowej. Owa hipoteza o pochodzeniu rodziny ze Stepu Pontyjskiego, utożsamiająca Praindoeuropejczyków z kulturą grobów jamowych, posiada w XXI w. najwięcej zwolenników.
Inne rzadsze hipotezy umiejscawiały praojczyznę na rozległym obszarze od Morza Bałtyckiego po Morze Czarne w okresie mezolitu (8500 do 5000 lat p.n.e.). Według jednej z nich Praindoeuropejczycy byli ludnością tworzącą kulturę ceramiki wstęgowej rytej.
Główną współczesną alternatywną hipotezą do najpopularniejszej teorii kurhanowej jest teoria anatolijska, zgodnie z którą ojczyzna Indoeuropejczyków znajdowała się na terenie Anatolii pomiędzy 6500 a 5000 lat p.n.e. Jej autorem jest Colin Renfrew, według którego językiem praindoeuropejskim posługiwali się anatolijscy rolnicy najpóźniej 7 tysięcy lat temu. Następnie, wskutek rolniczych migracji, język ów został zaniesiony na tereny dzisiejszej Grecji, a następnie wzdłuż Dunaju do Europy Środkowej. Odrębną tezę postawili natomiast Tamaz Gamkrelidze i Wiaczesław Iwanow, wskazując jako praojczyznę obszar obejmujący południe Kaukazu i północ Mezopotamii.
Często teorie dotyczące praojczyzny oparte były na archeologii językowej. Jednym z dawnych argumentów był tzw. argument łososia – słowo to zostało zrekonstruowane w języku praindoeuropejskim jako *loḱs, a jego formy pochodne istnieją w wielu indoeuropejskich grupach językowych. Ponieważ łosoś szlachetny występuje w regionach atlantyckich, lecz nie w wodach sąsiadujących ze stepem czarnomorskim, zakładano, że pierwotna siedziba Indoeuropejczyków musiała znajdować się na obszarach germańsko-bałto-słowiańskich. Później jednak zidentyfikowano gatunek salmo trutta żyjący w Morzu Czarnym i Kaspijskim, co na nowo przysporzyło popularności teorii pontyjsko-kaspijskiej (kurhanowej). Współcześnie zwraca się uwagę na wyraz *h₁eḱwos, oznaczający konia. Kilka tysięcy lat temu gatunek ten miał kluczowe znaczenie dla eurazjatyckich społeczności stepowych, wyklucza się więc teorie o irańskim, indyjskim czy bałkańskim pochodzeniu Indoeuropejczyków. Michael Meier-Brügger jako najbardziej prawdopodobny przedział czasu istnienia praindoeuropejskiego podaje okres między 5000 a 3000 lat p.n.e.

## Rozwój i rozpad prajęzyka

### Chronologia

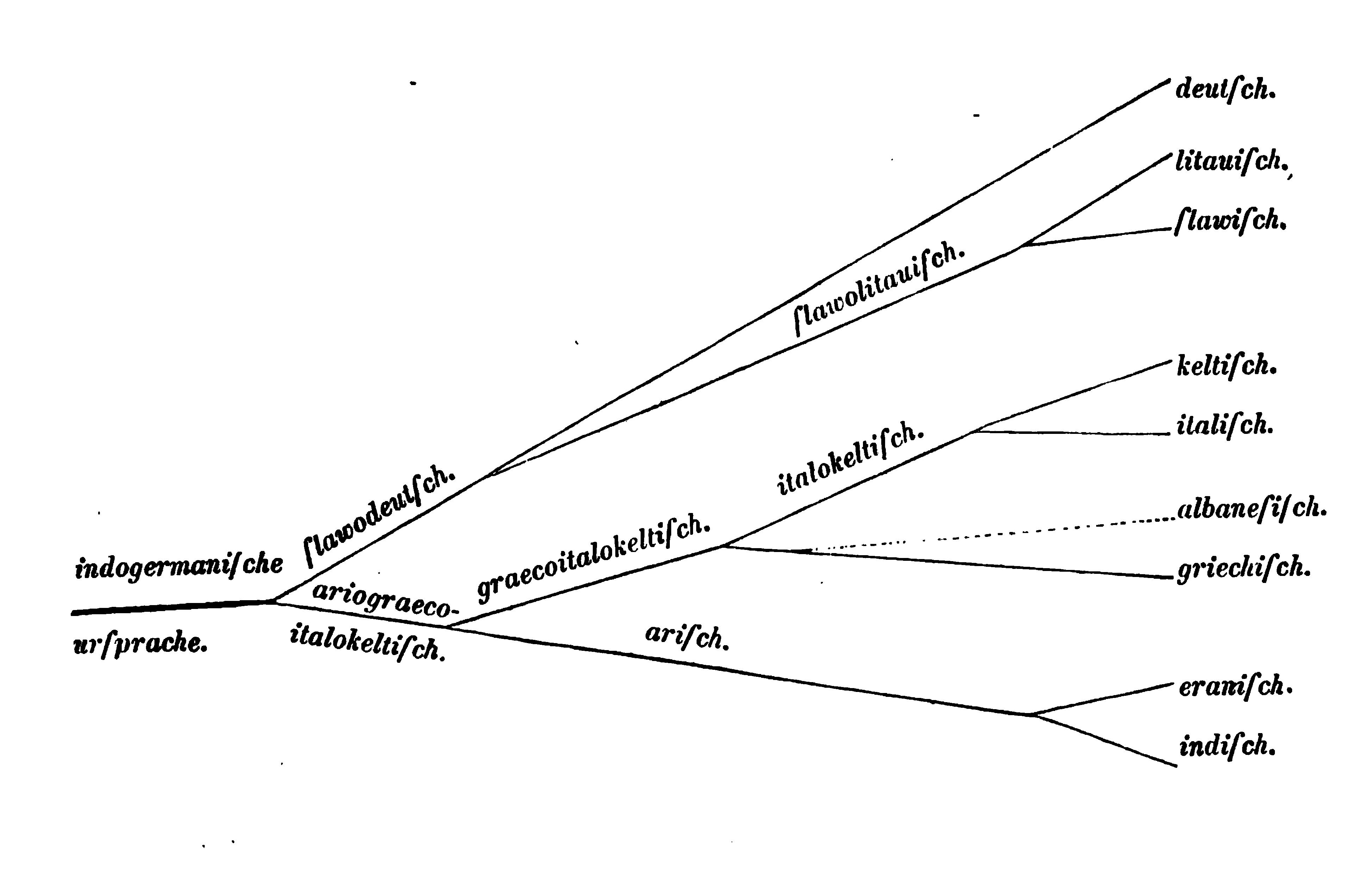
Pierwsze drzewo genealogiczne języków indoeuropejskich z 1861 r. autorstwa Augusta Schleichera

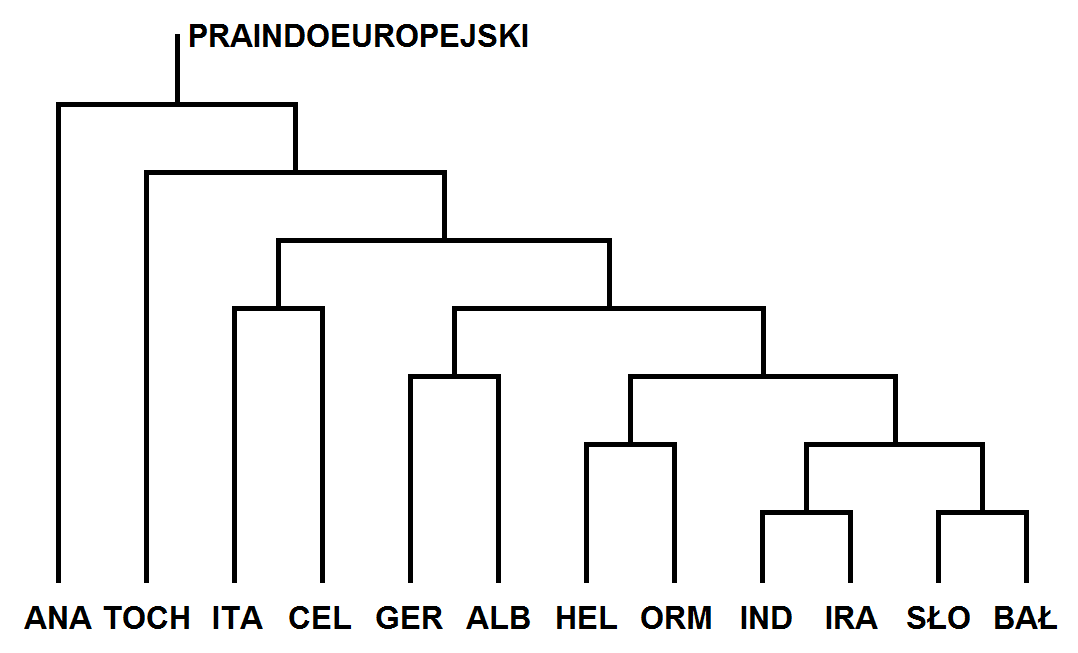
Przykładowe postulowane drzewo filogenetyczne indoeuropejskich grup językowych (Ringe, Warnow i Taylor 2002). Schemat typu binarnego – każdy podział powoduje powstanie dokładnie dwóch gałęzi potomnych

Należy mieć świadomość, że język praindoeuropejski nie był językiem niezmiennym i istniejącym w ściśle określonym, bardzo krótkim przedziale czasowym, lecz ewoluował i w różnych swoich okresach jego wczesne i późne formy mogły znacząco różnić się od siebie. W latach 50. XX w. Nikołaj Andrejew zaproponował następujące przedziały w dziejach prajęzyka:
1. okres wczesny – archaiczny, typologicznie język izolujący i tonalny, słowa składają się z jednej sylaby i jednego morfemu, są nieodmienne i nie są formalnie podzielone na części mowy;
2. okres średni starszy – język aglutynacyjny, słowa dwumorfemowe;
3. okres średni nowszy – język fleksyjny, zanik tonów, dwa przypadki gramatyczne, aspekt czasowników niedokonany i dokonany;
4. okres późny starszy – złożona morfologia, wiele wyrazów trójmorfemowych, powstanie dopełniacza, liczby gramatycznej oraz form aorystu i trybu życzącego;
5. okres późny nowszy – system rdzeni wyrazowych, bogata fleksja, rodzaj żeński oraz liczba podwójna.

Kolejnym etapem rozwoju języka praindoeuropejskiego był rozpad, spowodowany ekspansją jego użytkowników. Według Tadeusza Milewskiego proces ten (zobacz: ekspansja języków indoeuropejskich) przebiegał następująco:
1. różnicowanie się wspólnego języka – rozrost terytorialny i powstawanie na obrzeżach jego praojczyzny pierwszych odmiennych dialektów;
2. pierwsza fala migracji ludności w czterech kierunkach i zerwanie łączności z centrum, a tym samym powstanie pierwszych odrębnych języków, dających początek niektórym gałęziom indoeuropejskim – anatolijskiej, tocharskiej, italoceltyckiej, helleńskiej i germańskiej;
3. zmiany w systemie fonetycznym dialektów centralnych w inny sposób (zobacz: języki satem), niż na peryferiach obszaru indoeuropejskiego (języki kentum), co spowodowało ostateczny rozpad wspólnoty językowej;
4. druga fala migracji ludności w czterech kierunkach i powstanie kolejnych indoeuropejskich gałęzi i grup językowych – tracko-ormiańskiej, albańskiej, indoirańskiej i bałtosłowiańskiej.

Tamaz Gamkrelidze i Wiaczesław Iwanow z kolei zaproponowali w r. 1984 następującą ścieżkę rozwoju:
1. podział na dwa obszary dialektyczne, A (przyszłe języki anatolijskie, tocharskie, italskie, celtyckie i ilirskie) oraz B (bałtyckie, słowiańskie, germańskie, helleńskie, ormiańskie i indoirańskie);
2. oddzielenie się języków anatolijskich;
3. zwiększanie się różnic między obszarami A (tocharo-celto-italskim) i B;
4. oddzielenie się języków tocharskich i italoceltyckich, podział obszaru B na gałęzie bałto-słowiańsko-germańską i helleno-ormiańsko-indoirańską, dodatkowo wzajemne kontakty językowe gałęzi bałto-słowiańsko-germańskiej z dwiema innymi gałęziami (odrębnie), tocharską i helleno-ormiańsko-indoirańską;
5. wyodrębnienie się gałęzi italskiej, celtyckiej, helleńskiej, ormiańsko-indoirańskiej, germańskiej i bałtosłowiańskiej, dodatkowo zbliżenie gałęzi bałtosłowiańskiej i ormiańsko-indoirańskiej;
6. oddzielenie się gałęzi ormiańskiej i indoirańskiej.

Natomiast w 2002 r., przy użyciu metod analizy matematycznej zapożyczonych z biologii ewolucyjnej, Donald Ringe, Tandy Warnow i Ann Taylor zasugerowali poniższą kolejność oddzielania się różnych gałęzi indoeuropejskich:
1. anatolijska;
2. tocharska;
3. italoceltycka;
4. albano-germańska;
5. helleno-ormiańska;
6. indoirańska i bałtosłowiańska.

Współcześnie nie ulega wątpliwości – co potwierdzają powyższe propozycje – że od języka praindoeuropejskiego jako pierwszy oddzielił się praanatolijski, z którego w późniejszym czasie wyewoluowały poszczególne języki grupy anatolijskiej.

### Indoeuropejskie grupy językowe
Język praindoeuropejski wyewoluował w 13 głównych grup językowych, przedstawionych w poniższej tabeli wraz z przybliżonym okresem ich najstarszych źródeł pisanych.
| Grupa       | Najstarsze źródła pisane | Wybrane języki dawne                             | Wybrane języki współczesne                                                                                        |
| ----------- | ------------------------ | ------------------------------------------------ | --- |
| albańska    | XV w.                    | –                                                | albański |
| anatolijska | XVII w. p.n.e.           | hetycki, karyjski, lidyjski, luwijski, palajski  | – |
| bałtycka    | XVI w.                   | jaćwiński, kuroński, pruski, seloński, zemgalski | litewski, łotewski                                                                                                |
| celtycka    | VI w. p.n.e.             | celtyberyjski, galatyjski, galijski, lepontyjski | bretoński, kornijski, walijski, irlandzki, manx, szkocki                                                          |
| germańska   | IV w.                    | burgundzki, gocki, norn, wandalski               | angielski, niderlandzki, niemiecki, duński, norweski, szwedzki, farerski, islandzki, fryzyjski, afrikaans, jidysz |
| helleńska   | ok. 1450 r. p.n.e.       | mykeński, staromacedoński                        | grecki |
| indoaryjska | połowa II tys. p.n.e.    | sanskryt, pali, prakryty (różne), wedyjski       | bengalski, gudźarati, hindi, pendżabski, urdu, lahnda                                                             |
| irańska     | ok. 1000 r. p.n.e.       | awestyjski, chorezmijski, partyjski, scytyjski   | osetyjski, paszto, beludżi, kurdyjski, luri, perski                                                               |
| italska     | VI w. p.n.e.             | łacina, faliskijski, oskijski, umbryjski         | rumuński, włoski, francuski, hiszpański, kataloński, portugalski                                                  |
| nuristańska | brak formy pisanej       | –                                                | aszkun, kalasza-ala, kati, tregami, wasi-weri                                                                     |
| ormiańska   | V w.                     | grabar                                           | ormiański |
| słowiańska  | IX w.                    | połabski, staro-cerkiewno-słowiański             | rosyjski, ukraiński, czeski, polski, bułgarski, serbsko-chorwacki                                                 |
| tocharska   | VI w.                    | tocharski A, tocharski B                         | |

Ponadto wykształciły się różne inne języki indoeuropejskie bliżej niesklasyfikowane, w tym gromada luźno powiązanych wymarłych języków paleobałkańskich, takich jak dacki, frygijski, liburnijski, mesapijski, myzyjski, peoński, tracki, wenetyjski czy języki ilirskie.

## Charakterystyka ogólna

### Typologia i składnia
Język praindoeuropejski był językiem fleksyjnym. Natomiast pod względem stosunków morfosyntaktycznych należał zasadniczo do nominatywno-akuzatywnych – agens zdania przechodniego oraz podmiot zdania nieprzechodniego były wyrażane przy pomocy mianownika, a dopełnienie bliższe przy pomocy biernika. Istnieją jednak poszlaki, że we wczesnej fazie rozwojowej praindoeuropejski był językiem ergatywno-absolutywnym, czyli takim, w którym agens wyrażany jest przypadkiem ergatywu, a pacjens zdania przechodniego i podmiot zdania nieprzechodniego przypadkiem absolutywu. Alternatywnie mógł on mieć też charakter pośredni, czyli nominatywno-absolutywny.
Przypuszcza się, że indoeuropejski prajęzyk był językiem typu SOV: podmiot–dopełnienie–orzeczenie. Aczkolwiek inne szyki wyrazów również były dopuszczalne, w zależności od tego, na który element zdania był położony nacisk – podobnie jak ma to miejsce w języku polskim (szyk ruchomy).
Główne cechy składni praindoeuropejskiej:
- we frazach nominalnych (rzeczownikowych) przymiotniki musiały zgadzać się z rzeczownikami co do gramatycznego rodzaju, liczby i przypadka;
- przymiotniki we frazach nominalnych mogły poprzedzać rzeczowniki lub odwrotnie, w zależności od tego, na który z nich kładziony był nacisk;
- przyimki prawdopodobnie pojawiały się zarówno przed, jak i po wyrazie, którego dotyczyły, zakłada się, że zachowanie drugiego typu (postpozycyjne) było starsze;
- występowały czasowniki rozdzielnie złożone;
- połączenie dwóch rzeczowników w wołaczu powodowało, że ten, który występował bezpośrednio przed spójnikiem „i”, zmieniał przypadek na mianownik;
- we frazach werbalnych (czasownikowych) podmiot musiał zgadzać się z czasownikiem co do gramatycznej osoby i liczby;
- formy fleksyjne czasownika jasno wyrażały osobę i liczbę, więc dotyczące ich zaimki osobowe nie musiały być bezpośrednio wyrażane w zdaniu (podobnie, jak w polskim);
- zdanie podrzędne najprawdopodobniej poprzedzało zdanie główne[d].

### Części mowy
Robert Beekes (2011) i Benjamin Fortson (2004) wyróżnili w języku praindoeuropejskim następujące części mowy:
- rzeczownik;
- przymiotnik;
- zaimek;
- liczebnik;
- czasownik;
- przysłówek;
- przyimek (u Fortsona)[64];
- spójnik;
- partykuła;
- partykuła przecząca (u Beekesa)[65];
- wykrzyknik.

Rzeczownik, przymiotnik, zaimek i liczebnik należały do nominalnych części mowy – podlegały deklinacji i odmieniały się zasadniczo według podobnych wzorów. Liczebniki jednak stanowiły wyjątkową grupę – odmianie podlegały jedynie te od 1 do 4, pozostałe były nieodmienne. Innego typu odmienną częścią mowy był czasownik, podlegający koniugacji.

## Fonologia

### Zasób głosek
Według Donalda Ringe'a (2017) język praindoeuropejski posiadał następujący zestaw głosek:
| Spółgłoski           | warg.  | przjęz. | palat.      | welar.      | labial. | krtan.  |
| -------------------- | ------ | ------- | ----------- | ----------- | ------- | ------- |
| zwarte bezdźwięczne  | *p     | *t      | *ḱ          | *k          | *kʷ     |         |
| zwarte dźwięczne     | *b     | *d      | *ǵ          | *g          | *gʷ     |         |
| zw. dźw. przydechowe | *bʰ    | *dʰ     | *ǵʰ         | *gʰ         | *gʷʰ    |         |
| szczelinowe          |        | *s      |             | *h₂         | *h₃     | *h₁     |
| nosowe               | *m     | *n      |             |             |         |         |
| płynne               |        | *r, *l  |             |             |         |         |
| półsamogłoski        |        |         | *i̯          |             | *u̯      |         |
| Samogłoski           | niskie | niskie  | półprzymkn. | półprzymkn. | wysokie | wysokie |
| krótkie              |        | *a      | *e          | *o          | *i      | *u      |
| długie               |        | *ā      | *ē          | *ō          | *ī      | *ū      |

Istniało również 6 dyftongów – dwugłosek (*ai̯, *au̯, *ei̯, *eu̯, *oi̯, *ou̯). Dodatkowo z rzadka mogły pojawiać się dyftongi z samogłoskami długimi *ē lub *ō (*ēi̯, *ēu̯, *ōi̯, *ōu̯). Spółgłoski nosowe i płynne miały też zgłoskotwórcze (tworzące sylabę) warianty (tzw. alofony), oznaczane odpowiednio jako *l̥, *m̥, *n̥ oraz *r̥.
Laryngały
Wspomniane trzy głoski zapisywane jako *h (z dolnym indeksem), są związane z teorią laryngalną (choć tylko *h1 jest laryngalne), która opiera się na tezie Ferdinanda de Saussure'a z 1878 r. o istnieniu w praindoeuropejskim tzw. "laryngałów" (głosek o artykulacji gardłowej lub krtaniowej), których brzmienia możemy jedynie się domyślać. Oznaczane są one symbolami:
- *h₁ – wymawiana jak zwarcie krtaniowe (ʔ), występuje w języku polskim między innymi w wymowie wyrazu ‘nie-e’, w miejscu myślnika[71];
- *h₂ – spółgłoska szczelinowa gardłowa bezdźwięczna (ħ);
- *h₃ – spółgłoska szczelinowa miękkopodniebienna dźwięczna labializowana (ɣʷ), której wariant podstawowy występuje w języku polskim jako alofon /x/ wskutek udźwięczniania (np. w wyrazie ‘niechże’); wszak pierwsza głoska jest dźwięcznym odpowiednikiem drugiej.

Samogłoski długie
Według Beekesa samogłoski długie w języku praindoeuropejskim w wielu przypadkach (choć nie zawsze) były głoskami, które wyewoluowały ze stanu wcześniejszego (duże H oznacza nieokreślony laryngał):
- *ē – ze zbitki *eh₁;
- *ā – ze zbitki *eh₂;
- *ō – ze zbitki *eh₃;
- *ī – ze zbitki *iH;
- *ū – ze zbitki *uH.

Samogłoska zredukowana
Jeśli początek słowa nie był zbitką dwóch spółgłosek zwartych oraz spółgłoski płynnej, to między dwoma zwartymi pojawiała się zredukowana samogłoska, zwana schwa secundum, z rzadka oznaczana w zapisie jako *ₑ lub *ₔ, np.:
‘cztery’: *kʷtu̯or- > *kʷₑtu̯or-

### Ujęcie tradycyjne i glottalne
W tradycyjnym ujęciu, najpowszechniej uznawanym, spółgłoski zwarte występowały – jak zostało to przedstawione wyżej – w następujących szeregach:
| Spółgłoski   | warg. | przjęz. | palat. | welar. | labial. |
| ------------ | ----- | ------- | ------ | ------ | ------- |
| bezdźwięczne | *p    | *t      | *ḱ     | *k     | *kʷ     |
| dźwięczne    | *b    | *d      | *ǵ     | *g     | *gʷ     |
| przydechowe  | *bʰ   | *dʰ     | *ǵʰ    | *gʰ    | *gʷʰ    |

Zwolennicy tzw. teorii glottalnej sugerują, że zamiast szeregu zwartych dźwięcznych istniały spółgłoski ejektywne, a dwoma pozostałymi szeregami były bezdźwięczne mocne (fortis) i słabe (lenis):
| Spółgłoski          | warg. | przjęz. | palat. | welar. | labial. |
| ------------------- | ----- | ------- | ------ | ------ | ------- |
| bezdźwięczne fortis | *p:   | *t:     | *ḱ:    | *k:    | *kʷ:    |
| ejektywne           | *p’   | *t’     | *ḱ’    | *k’    | *kʷ’    |
| bezdźwięczne lenis  | *p    | *t      | *ḱ     | *k     | *kʷ     |

Według tej teorii spółgłoski fortis (zapisywane z dwukropkiem) miały być wymawiane mocniej i nieco dłużej niż lenis, a ejektywne (zapisywane z apostrofem) wymawiane krtaniowo. Dodatkowo postuluje ona istnienie, w miejsce tradycyjnych, trzech następujących laryngałów:
- *ʔ – zwarcie krtaniowe;
- *ʕ – spółgłoska szczelinowa gardłowa dźwięczna (ʕ);
- *ʕʷ – spółgłoska szczelinowa gardłowa dźwięczna zaokrąglona.

Teoria glottalna jest jednak odrzucana przez większość indoeuropeistów; zwraca się uwagę na brak spółgłosek ejektywnych w językach indoeuropejskich (poza osetyjskim i niektórych dialektach ormiańskiego, do których zostały przejęte z sąsiednich, nieindoeuropejskich języków).

### Akcent wyrazowy
Charakter akcentu w języku praindoeuropejskim jest przedmiotem spekulacji. Beekes zwrócił uwagę, że akcent w sanskrycie oraz klasycznej grece ma pośredni charakter pomiędzy dynamicznym, a tonicznym. Według niego istnieją wskazówki, że praindoeuropejski w pewnym okresie swojego rozwoju był językiem tonalnym. Z kolei Fortson twierdzi, że w praindoeuropejskim wyrazy były akcentowane poprzez wymówienie akcentowanej sylaby wyższym tonem. Teza ta jest oparta na istnieniu takiego akcentu w wedyjskim, grece klasycznej, językach bałtyckich i niektórych południowosłowiańskich. Dodatkowo badacz ten przypuszcza, że praindoeuropejski akcent był ruchomy, czyli nie zależał od właściwości fonetycznych wyrazu. James Mallory i Douglas Adams natomiast uważają, że prajęzyk rodziny posiadał początkowo akcent dynamiczny, przekształcony dopiero w późniejszym okresie w toniczny. Według nich akcentowana sylaba była wymawiana tonem wysokim (lub wznoszącym), a nieakcentowana – niskim (lub opadającym).
Przykłady akcentów wyrazowych zostały przedstawione poniżej.
mianownik – *h₂óiu (‘życie’) : *póntōh₂s (‘droga’) : *ph₂tḗr (‘ojciec’) : *bhréh₂tēr (‘brat’)
dopełniacz – *h₂ióus (‘życia’) : *pṇth₂ós (‘drogi’) : *ph₂trós (‘ojca’) : *bhréh₂tṛs (‘brata’)

## Morfologia

### Budowa wyrazu
Schemat ogólny wyrazów
Wyrazy praindoeuropejskie składały się z następujących elementów:
- temat wyrazu, w tym
  - rdzeń,
  - opcjonalne przyrostki;
- końcówka fleksyjna.

Oprócz tego temat wyrazu mógł być poprzedzony opcjonalnym przedrostkiem. Końcówka fleksyjna mogła być w niektórych przypadkach zerowa – w tabelach odmian jest ona wówczas oznaczana symbolem ∅.
Rdzenie wyrazowe
Podstawowym elementem budowy wyrazów praindoeuropejskich były rdzenie. Są to elementy słów pozbawione wszelkich przyrostków, przedrostków i końcówek. Rdzenie owe były formami bazowymi o jedynie ogólnym znaczeniu – same w sobie nie stanowiły konkretnych form gramatycznych. Najbardziej podstawowa, kanoniczna forma rdzenia miała następującą postać:
- *CeC-,

gdzie C oznacza spółgłoskę, zaś e – zgodnie ze swoim zapisem – samogłoskę /e/, podstawową w języku praindoeuropejskim. Rozszerzeniem rdzenia kanonicznego są warianty:
- *CReC-;
- *CeRC-;
- *CReRC-,

gdzie R oznacza tzw. rezonant (spółgłoskę zwarto-otwartą, czyli nosową, płynną, półsamogłoskę lub laryngał).
*CeC-: *ped- (‘stopa’), *legh- (‘leżeć’)
*CReC-: *su̯ep- (‘spać’), *ḱleu- (‘słyszeć’)
*CeRC-: *ǵembh- (‘gryźć’), *neh₃t- (‘pośladki’)
*CReRC-: *su̯eh₂d- (‘słodki’), *mleuh₂- (‘mówić’)
Istniały również rzadsze schematy rdzeni, a także występowały pewne ograniczenia w ich tworzeniu. W tym samym rdzeniu nie można było użyć kombinacji *TeDʰ lub *DʰeT (gdzie T oznacza spółgłoskę zwartą bezdźwięczną, a D zwartą dźwięczną), dwóch spółgłosek zwartych dźwięcznych (*DeD) lub dwóch identycznych zwartych (*kek-, *tet- itp.).

### Przegłos
Charakterystycznym zjawiskiem w języku praindoeuropejskim była wymiana samogłosek (przegłos, inaczej apofonia) w morfemach słowotwórczych (rdzeniach i przyrostkach). Zmiany takie mogły być ilościowe – polegające na zmianie długości samogłoski rdzennej (bądź jej całkowitego zaniku) lub jakościowe – zmiana rdzennego *e na *o. W zależności od budowy wyrazu i jego formy gramatycznej ten sam rdzeń lub przyrostek mógł więc wystąpić w następujących stopniach:
- stopień pełny (ang. full-grade) – zawierający krótką samogłoskę *e lub *o;
- stopień zerowy (ang. zero-grade) – bez rdzennej samogłoski (oznaczany jako ∅);
- stopień wzdłużony (ang. lengthened-grade) – zawierający długą samogłoskę *ē lub *ō.

|            | stopień pełny | stopień zerowy | stopień wzdłużony |
| ---------- | ------------- | -------------- | ----------------- |
| stopień -e | *e            | ∅              | *ē                |
| stopień -o | *o            | ∅              | *ō                |

‘siedzieć’ – *sed- : *sod- : *sd- : *sēd- : *sōd-
‘stopa’ – *ped- : *pod- : *pd- : *pēd- : *pōd-
Teoretycznie każdy rdzeń wyrazowy lub przyrostek mógł występować we wszystkich stopniach, w praktyce część wyrazów posiadała tylko wybrane warianty. W przypadku, gdy samogłoska rdzenna występowała w sąsiedztwie półsamogłoski *y (*i̯) lub *w (*u̯), w stopniu zerowym owa półsamogłoska sama zmieniała się w samogłoskę o identycznym miejscu artykulacji:
*-y następująca – *ey : *oy : *i : *ēy : *ōy
*-w następująca – *ew : *ow : *u : *ēw : *ōw
*y- poprzedzająca – *ye : *yo : *i : *yē : *yō
*w- poprzedzająca – *we : *wo : *u : *wē : *wō
Apofonia praindoeuropejska występowała w rdzeniach z fundamentalną samogłoską *e, oprócz tego z rzadka pojawiały się również rdzenie z głoską *a. Występowanie przegłosu w tym ostatnim przypadku jest kwestią spekulacji językoznawczych.
stopień -a rdzenia – *nas- (‘nos’), *sal- (‘sól’), *kan- (‘śpiewać’)

### Ruchomes-
Cechą praindoeuropejskiego było również występowanie tzw. ruchomego s-. Spora grupa słów posiadała w niektórych formach głoskę /s/ na początku wyrazu, która z kolei w innych formach nie występowała. Zjawisko to nie zostało dotychczas jednoznacznie wyjaśnione. Jego ślady licznie występują w słownictwie współczesnych języków indoeuropejskich, co pokazują zaprezentowane niżej przykłady.
‘małe zwierzę’ – *(s)melo- > ang. small i gocki smals ‘mały’ : niderl. maal ‘cielę’, pol. mały, walijs. mil ‘zwierzę’
‘piana’ – *(s)poimno- > łac. spūma i staroprus. spoayno : ang. foam i pol. piana
‘synowa’ – *(s)nusós- > staroisl. snør, sanskr. snuṣā́ i staropol. snecha : arm. nu i łac. nurus
‘śliski’ – *(s)lei- > staroirl. slemun ‘gładki, śliski’, łot. sliẽnas i pol. ślina : gr. klas. leímax ‘(nagi) ślimak’, łac. līmus ‘błoto’
‘zginać’ – *(s)ker- > awest. skarəna ‘okrągły’, szw. skrynka ‘marszczyć’ : łac. curvus ‘zakrzywiony’, pol. kark

## Czasownik

### System czasowników
Czasowniki w języku praindoeuropejskim podlegały odmianie w następujących kategoriach:
- osoba – podobnie jak w języku polskim, 1., 2. i 3. osoba gramatyczna;
- liczba – pojedyncza, podwójna i mnoga;
- czas – w wersji szczątkowej, wyłącznie w trybie oznajmującym aspektu niedokonanego występował podział na czas przeszły i teraźniejszy[90];
- aspekt – trzy formy aspektowe[90],
  - niedokonana – wyrażająca czynność niezakończoną (coś działo się w przeszłości lub dzieje się teraz),
  - aoryst – wyrażająca czynność dokonaną, ale bez specjalnego odniesienia do teraźniejszości,
  - perfectum – związana z teraźniejszością i wyrażająca stan po dokonanej czynności (wyłącznie w stronie czynnej);
- strona – dwie strony,
  - czynna,
  - medialna (w tym przybliżone znaczenie polskiej strony biernej[91]);
- tryb – cztery tryby,
  - oznajmujący,
  - przypuszczający (w tym zamiary i czynności przyszłe[92]),
  - życzący,
  - rozkazujący.

Wszystkie istniejące kombinacje trybów, aspektów i czasów:
| Tryb            | Aspekt       | Aspekt            | Aspekt            |
| Tryb            | niedokonany  | dokonany (aoryst) | stanu (perfectum) |
| --------------- | ------------ | ----------------- | ----------------- |
| oznajmujący     | teraźniejszy | T                 | T                 |
| oznajmujący     | przeszły     | T                 | T                 |
| przypuszczający | T            | T                 | ?                 |
| życzący         | T            | T                 | ?                 |
| rozkazujący     | T            | T                 | ?                 |

Każda z owych kombinacji mogła występować (o ile istniała) w dziewięciu formach dla poszczególnych liczb i osób gramatycznych (trzy osoby razy trzy liczby).
Pod względem znaczeniowym wśród czasowników praindoeuropejskich wyróżniane są czasowniki:
- czynnościowe (ang. eventive) – większość czasowników, wyrażających standardowe czynności (choć nie tylko), dzielące się na dwa podtypy,
  - momentalne (ang. punctual) – wyrażające czynność chwilową, często przedstawiające jakąś zmianę, która coś zakończyła (np. „znaleźć”, „przybyć”),
  - procesualne (ang. durative) – wyrażające proces jakiejś czynności trwającej w pewnym określonym lub nieokreślonym przedziale czasowym (np. czasowniki ruchu);
- stanowe (ang. stative) – czasowniki wyrażające stany (np. „myśleć”, „wiedzieć”, „pamiętać”).

Podział tego typu, połączony z brakiem gramatycznego czasu przyszłego, znacząco wpływał na praindoeuropejski system werbalny:
- dla czasowników stanu, zgodnie z ich charakterem, naturalnym aspektem było perfectum – które w praindoeuropejskim istniało poza kategorią czasu (mogło być używane w tej samej formie zarówno w odniesieniu do teraźniejszości, jak i przeszłości[96]), należy też zwrócić uwagę, że nie zawsze „stan” w rozumieniu dosłownym odpowiadał rozumieniu gramatycznemu – praindoeuropejskie czasowniki takie jak „być”, „leżeć”, „stać” czy „siedzieć” odmieniały się jak czasowniki czynnościowe;
- z kolei czasowniki momentalne były z natury dokonane – nie mogły dotyczyć teraźniejszości (podobnie jak w polskim nie istnieje czas teraźniejszy czasowników dokonanych typu „zrobić” czy „wziąć”), zatem były używane wyłącznie w odniesieniu do przeszłości („zrobiłam”, „wzięłam” itp.);
- jedynym więc aspektem, w których mogło zachodzić fleksyjne zróżnicowanie między czasem teraźniejszym, a przeszłym, był aspekt niedokonany – naturalny dla czasowników procesualnych.

Podstawowy rdzeń czasownikowy nie zawsze mógł występować w każdym z trzech aspektów, część z nich występowała jedynie w dwóch lub nawet wyłącznie w jednym. Zaś pod względem budowy morfologicznej czasowniki dzieliły się na:
- tematyczne – mające samogłoskę łączącą (przyrostek) *-e- między rdzeniem, a końcówką, wymiennie z *-o- w niektórych formach;
- atematyczne – bez samogłoski łączącej.

Aby utworzyć właściwą, osobową formę czasownika praindoeuropejskiego, należy do tematu gramatycznego (odrębnego dla każdego z trzech aspektów) dołączyć końcówkę fleksyjną dla odpowiedniej liczby i osoby. Ponadto w trybach innych niż oznajmujący do tematu przyłączony jest dodatkowy przyrostek w zależności od trybu. Wykazy końcówek, sposoby tworzenia tematów i przyrostki odpowiednich trybów zostały obszernie przedstawione poniżej.

### Końcówki fleksyjne
W języku praindoeuropejskim istniało pięć zestawów końcówek fleksyjnych czasownika – tzw. końcówki pierwotne oraz wtórne (każdy osobno dla strony czynnej i medialnej) oraz zupełnie odrębny zestaw dla perfectum. W skład owego systemu nie wchodził tryb rozkazujący, który był tworzony zupełnie inaczej; został on omówiony w innej sekcji.
| Typ końcówek | Strona    | Użycie                                                              |
| ------------ | --------- | ------------------------------------------------------------------- |
| pierwotne    | czynna    | tryb oznajmujący teraźniejszy, tryb przypuszczający                 |
| pierwotne    | medialna  | tryb oznajmujący teraźniejszy, tryb przypuszczający                 |
| wtórne       | czynna    | tryb oznajmujący przeszły, aoryst trybu oznajmującego, tryb życzący |
| wtórne       | medialna  | tryb oznajmujący przeszły, aoryst trybu oznajmującego, tryb życzący |
| perfectum    | perfectum | perfectum                                                           |

Końcówki pierwotne strony czynnej (czas teraźniejszy) w rekonstrukcji Sihlera (1995), Beekesa (2011), Fortsona (2004) i Ringe'a (2006); symbolem T oznaczono końcówki odmiany tematycznej:
|         |          | A. Sihler     | R. Beekes         | W. Fortson      | D. Ringe        |
| ------- | -------- | ------------- | ----------------- | --------------- | --------------- |
| L.poj.  | 1. osoba | *-mi; *-oh₂ T | *-mi; *-oH T      | *-mi; *-h₂ T    | *-m-i; *-h₂ T   |
| L.poj.  | 2. osoba | *-si          | *-si; *-eh₁i T    | *-si            | *-s-i           |
| L.poj.  | 3. osoba | *-ti; *-i     | *-ti; *-e T       | *-ti            | *-t-i           |
| L.podw. | 1. osoba | *-wos         | *-ues             | *-u̯e-           | *-wós           |
| L.podw. | 2. osoba | *-th₁es       | *-tHes/*-tHos     | *-to-           | *-tés           |
| L.podw. | 3. osoba | *-tes         | *-tes             | *-to-           | *-tés           |
| L.mn.   | 1. osoba | *-mos         | *-mes; *-omom T   | *-me-           | *-mós           |
| L.mn.   | 2. osoba | *-te          | *-th₁e; *-eth₁e T | *-te(-)         | *-té            |
| L.mn.   | 3. osoba | *-nti; *-n̥ti  | *-(e)nti; *-o T   | *-énti; *-nti T | *-énti; *-nti T |

Końcówki wtórne strony czynnej (czas przeszły niedokonany i aoryst):
|         |          | A. Sihler          | R. Beekes         | W. Fortson    | D. Ringe                |
| ------- | -------- | ------------------ | ----------------- | ------------- | ----------------------- |
| L.poj.  | 1. osoba | *-m; *-m̥           | *-m; *-om T       | *-m           | *-m                     |
| L.poj.  | 2. osoba | *-s                | *-s; *-es T       | *-s           | *-s                     |
| L.poj.  | 3. osoba | *-t                | *-t; *-et T       | *-t           | *-t [-d]                |
| L.podw. | 1. osoba | *-wē̆               | *-ue              | *-u̯e(-)       | *-wé                    |
| L.podw. | 2. osoba | *-tom              | *-tom             | *-to-         | *-tóm                   |
| L.podw. | 3. osoba | *-tām              | *-teh₂m           | *-teh₂-       | *-tā́m                   |
| L.mn.   | 1. osoba | *-mē̆               | *-mo/e; *-omo/e T | *-me-         | *-mé                    |
| L.mn.   | 2. osoba | *-te               | *-te; *-ete T     | *-te(-)       | *-té                    |
| L.mn.   | 3. osoba | *-nt; *-n̥t; *-(ē)r | *-(e)nt; *-ont T  | *-ént; *-nt T | *-ént [-d]; *-nt [-d] T |

Końcówki perfectum:
|         |          | A. Sihler | R. Beekes | W. Fortson | D. Ringe        |
| ------- | -------- | --------- | --------- | ---------- | --------------- |
| L.poj.  | 1. osoba | *-h₂e     | *-h₂e     | *-h₂e      | *-h₂e           |
| L.poj.  | 2. osoba | *-th₂e    | *-th₂e    | *-th₂e     | *-th₂e          |
| L.poj.  | 3. osoba | *-e       | *-e       | *-e        | *-e             |
| L.podw. | 1. osoba | ?         | ?         | ?          | *-wé            |
| L.podw. | 2. osoba | ?         | ?         | ?          | ?               |
| L.podw. | 3. osoba | ?         | ?         | ?          | ?               |
| L.mn.   | 1. osoba | *-me-     | *-mé      | *-me-      | *-mé            |
| L.mn.   | 2. osoba | *-e       | *-(h₁)é   | *-e        | *-é             |
| L.mn.   | 3. osoba | *-er      | *-r; *-ēr | *-ēr; *-r̥s | *-ḗr (< *-ér-s) |

Oprócz strony czynnej w języku praindoeuropejskim istniała strona medialna, która wyrażała również sytuacje opisywane w języku polskim stroną bierną (aczkolwiek nie wszystkie czasowniki mogły tworzyć formy medialne z powodów znaczeniowych). Została ona zachowana w językach anatolijskich, indoirańskich, helleńskich i tocharskich. W celtyckich wyspiarskich, łacinie i gockim końcówki tej formy zostały zaadaptowane w innym użyciu. W bałtosłowiańskich oraz ormiańskich strona medialna zaniknęła całkowicie.
Rekonstrukcja końcówek strony medialnej:
|                    |                           | A. Sihler                  | R. Beekes          | R. Beekes          | W. Fortson        | D. Ringe        |
| Końcówki pierwotne | Końcówki pierwotne        | Końcówki pierwotne         | Końcówki pierwotne | Końcówki pierwotne |                   |                 |
| ------------------ | ------------------------- | -------------------------- | ------------------ | ------------------ | ----------------- | --------------- |
| L.poj.             | 1. osoba                  | *-h₂or                     | ?                  | ?                  | *-h₂er            | *-h₂é-r         |
| L.poj.             | 2. osoba                  | *-th₂or                    | ?                  | ?                  | *-th₂er           | *-th₂é-r        |
| L.poj.             | 3. osoba                  | *-or; *-tor                | ?                  | ?                  | *-or; *-tor       | *-ó-r; *-t-ó-r  |
| L.podw.            | 1. osoba                  | *-wosdhh₂ ?                | *-uedʰh₂           | *-uedʰh₂           | ?                 | *-wós-dʰh₂      |
| L.podw.            | 2. osoba                  | *-Htoh₁ ?                  | *-(e)Hth₁- ?       | *-(e)Hth₁- ?       | ?                 | ?               |
| L.podw.            | 3. osoba                  | *-Htē ?                    | *-(e)Hteh₂ ?       | *-(e)Hteh₂ ?       | ?                 | ?               |
| L.mn.              | 1. osoba                  | *-mosdhh₂                  | ?                  | ?                  | *-medhh₂ ?        | *-mós-dʰh₂      |
| L.mn.              | 2. osoba                  | *-dhwo                     | ?                  | ?                  | *-dh(u)u̯e- ?      | *-dʰh₂ué        |
| L.mn.              | 3. osoba                  | *-(ē)ror ?; *-ntor; *-n̥tor | ?                  | ?                  | *-ro(r ?); *-ntor | *-ró-r; *-ntó-r |
|                    |                           | Końcówki wtórne            |                    |                    |                   |                 |
|                    | Czasowniki nieprzechodnie | Czasowniki przechodnie     |                    |                    |                   |                 |
| L.poj.             | 1. osoba                  | *-h₂o                      | *-h₂               | *-mh₂              | *-h₂e             | *-h₂é           |
| L.poj.             | 2. osoba                  | *-th₂o                     | *-th₂o             | *-sth₂o            | *-th₂e            | *-th₂é          |
| L.poj.             | 3. osoba                  | *-o; *-to                  | *-o                | *-to               | *-o; *-to         | *-ó; *-t-ó      |
| L.podw.            | 1. osoba                  | *-wedhh₂ ?                 | ?                  | ?                  | ?                 | *-wé-dʰh₂       |
| L.podw.            | 2. osoba                  | *-teh₁ ?                   | ?                  | ?                  | ?                 | ?               |
| L.podw.            | 3. osoba                  | *-tē ?                     | ?                  | ?                  | ?                 | ?               |
| L.mn.              | 1. osoba                  | *-medhh₂                   | *-medʰh₂           | *-me(s)dʰh₂        | *-medhh₂ ?        | *-mé-dʰh₂       |
| L.mn.              | 2. osoba                  | *-dhwo                     | *-dʰue             | *-tdʰue            | *-dh(u)u̯e- ?      | *-dʰh₂ué        |
| L.mn.              | 3. osoba                  | *-(ē)ro ?; *-nto; *-n̥to    | *-ro               | *-ntro             | *-ro; *-nto       | *-ró; *-ntó     |

Przykładowa odmiana strony czynnej praindoeuropejskiego czasownika *h₁és- („być”) w różnych trybach aspektu niedokonanego według Ringe'a:
|              |          | Tryb oznajmujący | Tryb oznajmujący | Tryb przypuszczający | Tryb życzący | Tryb rozkazujący |
| teraźniejszy | przeszły |                  |                  | Tryb przypuszczający | Tryb życzący | Tryb rozkazujący |
| ------------ | -------- | ---------------- | ---------------- | -------------------- | ------------ | ---------------- |
| L.poj.       | 1. osoba | *h₁ésmi          | *h₁ésm̥           | *h₁ésoh₂             | *h₁siéh₁m    | –                |
| L.poj.       | 2. osoba | *h₁ési           | *h₁és            | *h₁ésesi             | *h₁siéh₁s    | *h₁és; *h₁sdʰí   |
| L.poj.       | 3. osoba | *h₁ésti          | *h₁ést           | *h₁éseti             | *h₁siéh₁t    | *h₁éstu          |
| L.podw.      | 1. osoba | *h₁suós          | *h₁sué           | *h₁ésowos            | *h₁sih₁wé    | –                |
| L.podw.      | 2. osoba | *h₁stés          | *h₁stóm          | *h₁ésetes            | *h₁sih₁tóm   | *h₁stóm          |
| L.podw.      | 3. osoba | *h₁stés          | *h₁stā́m          | *h₁ésetes            | *h₁sih₁tā́m   | *h₁stā́m          |
| L.mn.        | 1. osoba | *h₁sm̥ós          | *h₁sm̥é           | *h₁ésomos            | *h₁sih₁mé    | –                |
| L.mn.        | 2. osoba | *h₁sté           | *h₁sté           | *h₁ésete             | *h₁sih₁té    | *h₁sté           |
| L.mn.        | 3. osoba | *h₁sénti         | *h₁sénd          | *h₁ésonti            | *h₁sih₁énd   | *h₁séntu         |

Analogiczna odmiana strony medialnej czasownika *bʰer- („nieść; brać”):
|              |          | Tryb oznajmujący | Tryb oznajmujący | Tryb przypuszczający | Tryb życzący  | Tryb rozkazujący |
| teraźniejszy | przeszły |                  |                  | Tryb przypuszczający | Tryb życzący  | Tryb rozkazujący |
| ------------ | -------- | ---------------- | ---------------- | -------------------- | ------------- | ---------------- |
| L.poj.       | 1. osoba | *bʰéroh₂ey       | *bʰéroh₂e        | *bʰérōh₂ey           | *bʰéroyh₂e    | –                |
| L.poj.       | 2. osoba | *bʰéreth₂ey      | *bʰéreth₂e       | *bʰérēth₂ey          | *bʰéroyth₂e   | ?                |
| L.poj.       | 3. osoba | *bʰéretoy        | *bʰéreto         | *bʰéretoy            | *bʰéroyto     | ?                |
| L.podw.      | 1. osoba | *bʰérowosdʰh₂    | *bʰérowedʰh₂     | *bʰérōwosdʰh₂        | *bʰéroywedʰh₂ | –                |
| L.podw.      | 2. osoba | ?                | ?                | ?                    | ?             | ?                |
| L.podw.      | 3. osoba | ?                | ?                | ?                    | ?             | ?                |
| L.mn.        | 1. osoba | *bʰéromosdʰh₂    | *bʰéromedʰh₂     | *bʰérōmosdʰh₂        | *bʰéroymedʰh₂ | –                |
| L.mn.        | 2. osoba | *bʰéredʰh₂ue     | *bʰéredʰh₂ue     | *bʰérēdʰh₂ue         | *bʰéroydʰh₂ue | *bʰéredʰh₂ue     |
| L.mn.        | 3. osoba | *bʰérontoy       | *bʰéronto        | *bʰérōntoy           | *bʰéroyro     | ?                |

### Tematy morfologiczne
Zaprezentowane końcówki fleksyjne dołączane były do tematów morfologicznych czasownika. Wyróżnia się trzy typy owych tematów, powiązane są one bezpośrednio z aspektami:
- temat niedokonany (teraźniejszy, ale też czasu przeszłego niedokonanego);
- temat aorystu;
- temat perfectum.

Istniało wiele różnych wariantów tematów wyrazowych. Poniżej przedstawione zostały najbardziej charakterystyczne, opisane w literaturze językoznawczej.
Temat niedokonany
Występował we wszystkich trybach i czasach aspektu niedokonanego. W przypadku czasowników tematycznych składał się z rdzenia oraz dołączonej do niego samogłoski tematycznej (stąd ich nazwa). Natomiast w czasownikach atematycznych tematem morfologicznym był sam rdzeń wyrazu. Oba warianty różnie zachowywały się w odmianie wyrazów, najczęściej w następujący sposób:
- w czasownikach atematycznych –
  - w liczbie pojedynczej strony czynnej rdzeń występował w stopniu pełnym i był akcentowany,
  - w liczbie podwójnej i mnogiej oraz w całej stronie medialnej rdzeń występował w stopniu zerowym, a akcentowana była końcówka fleksyjna;
- w czasownikach tematycznych – stopień rdzenia nie zmieniał się, akcentowany był zawsze rdzeń, a w samogłosce tematycznej następował przegłos (w zależności od formy gramatycznej przyjmowała ona wówczas warianty *-e- lub *-o-).

Odmiana atematycznego czasownika *h₁es- („być”) z zaznaczonym podziałem na rdzeń i końcówkę:
|           |            | Czas teraźniejszy   | Czas teraźniejszy | Czas przeszły      | Czas przeszły |
| Znaczenie | Forma pie. | Znaczenie           | Forma pie.        |                    |               |
| --------- | ---------- | ------------------- | ----------------- | ------------------ | ------------- |
| L.poj.    | 1. osoba   | ‘jestem’            | *h₁és-mi          | ‘byłem’            | *h₁és-m̥       |
| L.poj.    | 2. osoba   | ‘jesteś’            | *h₁és-i           | ‘byłeś’            | *h₁és         |
| L.poj.    | 3. osoba   | ‘jest’              | *h₁és-ti          | ‘był’              | *h₁és-t       |
| L.podw.   | 1. osoba   | ‘jesteśmy’ (oboje)  | *h₁s-uós          | ‘byliśmy’ (oboje)  | *h₁s-ué       |
| L.podw.   | 2. osoba   | ‘jesteście’ (oboje) | *h₁s-tés          | ‘byliście’ (oboje) | *h₁s-tóm      |
| L.podw.   | 3. osoba   | ‘są’ (oboje)        | *h₁s-tés          | ‘byli’ (oboje)     | *h₁s-tā́m      |
| L.mn.     | 1. osoba   | ‘jesteśmy’          | *h₁s-m̥ós          | ‘byliśmy’          | *h₁s-m̥é       |
| L.mn.     | 2. osoba   | ‘jesteście’         | *h₁s-té           | ‘byliście’         | *h₁s-té       |
| L.mn.     | 3. osoba   | ‘są’                | *h₁s-énti         | ‘byli’             | *h₁s-énd      |

Czasowniki tematyczne posiadały tematyczną samogłoskę *-o- w 1. osobie każdej liczby oraz w 3. osobie liczby mnogiej, w pozostałych formach osobowych samogłoską tematyczną była *-e-.
|          | L.poj. | L.podw. | L.mn. |
| -------- | ------ | ------- | ----- |
| 1. osoba | *-o-   | *-o-    | *-o-  |
| 2. osoba | *-e-   | *-e-    | *-e-  |
| 3. osoba | *-e-   | *-e-    | *-o-  |

Odmiana tematycznego czasownika *bher- („nieść”, „brać”) z zaznaczonym podziałem na rdzeń, samogłoskę tematyczną i końcówkę:
|           |            | Czas teraźniejszy              | Czas teraźniejszy | Czas przeszły                   | Czas przeszły |
| Znaczenie | Forma pie. | Znaczenie                      | Forma pie.        |                                 |               |
| --------- | ---------- | ------------------------------ | ----------------- | ------------------------------- | ------------- |
| L.poj.    | 1. osoba   | ‘niosę; biorę’                 | *bhér-o-h₂        | ‘niosłem; brałem’               | *bhér-o-m     |
| L.poj.    | 2. osoba   | ‘niesiesz; bierzesz’           | *bhér-e-si        | ‘niosłeś; brałeś’               | *bhér-e-s     |
| L.poj.    | 3. osoba   | ‘niesie; bierze’               | *bhér-e-ti        | ‘niósł; brał’                   | *bhér-e-d     |
| L.podw.   | 1. osoba   | ‘niesiemy; bierzemy’ (oboje)   | *bhér-o-wos       | ‘nieślimy; braliśmy’ (oboje)    | *bhér-o-we    |
| L.podw.   | 2. osoba   | ‘niesiecie; bierzecie’ (oboje) | *bhér-e-tes       | ‘nieśliście; braliście’ (oboje) | *bhér-e-tom   |
| L.podw.   | 3. osoba   | ‘niosą; biorą’ (oboje)         | *bhér-e-tes       | ‘nieśli; brali’ (oboje)         | *bhér-e-tām   |
| L.mn.     | 1. osoba   | ‘niesiemy; bierzemy’           | *bhér-o-mos       | ‘nieśliśmy; braliśmy’           | *bhér-o-me    |
| L.mn.     | 2. osoba   | ‘niesiecie; bierzecie’         | *bhér-e-te        | ‘nieśliście; braliście’         | *bhér-e-te    |
| L.mn.     | 3. osoba   | ‘niosą; biorą’                 | *bhér-o-nti       | ‘nieśli; brali’                 | *bhér-o-nd    |

W formach przeszłych – zgodnie z zaprezentowanym w poprzedniej sekcji systemem – do tematu czasownika były dodawane końcówki wtórne lub perfectum. Jednakże w potomnych językach indoirańskich, helleńskich, ormiańskich i frygijskim w formach tych istnieje też tzw. augment, czyli dodatkowa samogłoska dołączana na początku wyrazu. Jej pochodzenie nie jest do końca wyjaśnione, jest ona traktowana jako regionalna zmiana językowa w jednym z późnych dialektów praindoeuropejskich. Fortson zrekonstruował ją jako *e-:
- *é-bher-e-t (‘[on] niósł’).

Temat aorystu
Tematy czasownika w aoryście tworzone były na różne sposoby:
1. sam rdzeń w stopniu pełnym dla strony czynnej pojedynczej lub zerowy dla pozostałych form;
2. przyrostek *-s- dodawany do rdzenia w stopniu pełnym lub wzdłużonym;
3. przyrostek *-e- dodawany do rdzenia w stopniu zerowym;
4. reduplikacja (podwojenie) pierwszej sylaby na początku rdzenia i zmiana jego stopnia na zerowy;
5. rdzeń w stopniu wzdłużonym.

sam rdzeń – *steh₂- (‘stać’) : *(e-)steh₂-t (‘[on] stał’)
przyrostek – *u̯eid- (‘widzieć’) : *(é-)u̯id-e- (‘zobaczyć’)
reduplikacja – *u̯ekʷ- (‘mówić’) : u̯e-ukʷ-e- (‘powiedzieć’)
Formy aorystu strony czynnej i strony medialnej czasowników *léykʷ- („zostawiać”, „pozostawić”) i *dʰeh₁- („kłaść”, „położyć”):
|              |           | Strona czynna | Strona czynna | Strona medialna | Strona medialna |
| ‘pozostawić’ | ‘położyć’ | ‘pozostawić’  | ‘położyć’     |                 |                 |
| ------------ | --------- | ------------- | ------------- | --------------- | --------------- |
| L.poj.       | 1. osoba  | *léykʷm̥       | dʰéh₁m        | likʷh₂é         | dʰh₁h₂é         |
| L.poj.       | 2. osoba  | *léykʷs       | dʰéh₁s        | likʷth₂é        | dʰh₁th₂é        |
| L.poj.       | 3. osoba  | *léykʷt       | dʰéh₁t        | likʷtó          | dʰh₁tó          |
| L.podw.      | 1. osoba  | *likwé        | dʰh₁ué        | likʷédʰh₂       | dʰh₁uédʰh₂      |
| L.podw.      | 2. osoba  | *likʷtóm      | dʰh₁tóm       | ?               | ?               |
| L.podw.      | 3. osoba  | *likʷtā́m      | dʰh₁tā́m       | ?               | ?               |
| L.mn.        | 1. osoba  | *likʷmé       | dʰh₁m̥é        | likʷmédʰh₂      | dʰh₁m̥édʰh₂      |
| L.mn.        | 2. osoba  | *likʷté       | dʰh₁té        | likʷdʰh₂ué      | dʰh₁dʰh₂ué      |
| L.mn.        | 3. osoba  | *likʷénd      | dʰh₁énd       | likʷn̥tó         | dʰh₁n̥tó         |

Temat perfectum
Tematy aspektu perfectum najczęściej tworzone były poprzez podwojenie na początku rdzenia pierwszej jego spółgłoski z dodatkiem *-e- oraz:
- w liczbie pojedynczej – zmiana stopnia rdzenia na -o i przypisanie mu akcentu;
- w liczbie podwójnej i mnogiej – zmiana stopnia rdzenia na zerowy i akcentowanie końcówki.

Reduplikacji nie podlegał jedynie czasownik *u̯eid- („widzieć”), który w perfectum przyjmował nietypowe znaczenie „wiedzieć” (czego śladem są podobieństwa obu wyrazów w języku polskim).
Odmiana aspektu perfectum czasowników *men- („myśleć”) oraz *u̯eid-:
|           |            | ‘myśleć’   | ‘myśleć’     | ‘widzieć’ | ‘widzieć’   |
| Znaczenie | Forma pie. | Znaczenie  | Forma pie.   |           |             |
| --------- | ---------- | ---------- | ------------ | --------- | ----------- |
| L.poj.    | 1. osoba   | ‘myślę’    | *me-món-h₂e  | ‘wiem’    | *u̯óid-h₂e   |
| L.poj.    | 2. osoba   | ‘myślisz’  | *me-món-th₂e | ‘wiesz’   | *u̯óid-th₂e  |
| L.poj.    | 3. osoba   | ‘myśli’    | *me-món-e    | ‘wie’     | *u̯óid-e     |
| L.mn.     | 1. osoba   | ‘myślimy’  | *me-mn̥-mé(-) | ‘wiemy’   | *u̯óid-mé(-) |
| L.mn.     | 2. osoba   | ‘myślicie’ | *me-mn̥-é ?   | ‘wiecie’  | *u̯óid-é ?   |
| L.mn.     | 3. osoba   | ‘myślą’    | *me-mn̥-ḗr    | ‘wiedzą’  | *u̯óid-ḗr    |

### Tryby czasownika
Przedstawione w poprzednich sekcjach schematy odmian dotyczyły wyłącznie trybu oznajmującego. Pozostałe z nich zaprezentowane zostały poniżej. Podstawowym krokiem w ich tworzeniu jest dołączenie do tematu określonego przyrostka, zgodnie z poniższą tabelą.
| Tryb            | Czasowniki atematyczne        | Czasowniki tematyczne                                              |
| --------------- | ----------------------------- | ------------------------------------------------------------------ |
| oznajmujący     | *-∅-                          | (temat) *-e + *-∅- = *-e-; z przegłosem: (temat) *-o + *-∅- = *-o- |
| przypuszczający | *-e-; z przegłosem: *-o-      | (temat) *-e + *-e- = *-ē-; z przegłosem: (temat) *-o + *-o- = *-ō- |
| życzący         | *-i̯eh₁-; z przegłosem: *-i̯h₁- | (temat) *-o + *-i̯h₁- = *-oi̯-                                       |
| rozkazujący     | różne sposoby tworzenia form  | różne sposoby tworzenia form                                       |

Tryb przypuszczający
Tryb przypuszczający tworzony był poprzez dołączenie dodatkowej samogłoski (*-e- lub *-o-, w przypadku czasowników tematycznych identycznej z samogłoską tematyczną) do tematu, a następnie jednej z końcówek pierwotnych.
‘być’ – *h₁es- : *h₁es-e-ti (‘będzie’) : *h₁es-o-nti (‘będą’)
‘nieść; brać’ – *bhér- : *bhér-e-e-ti [= *bhérēti] (‘będzie nieść; weźmie’) : *bhér-o-o-nti [= *bhérōnti] (‘będą nieść; wezmą’)
Tryb ten prawdopodobnie miał znaczenie czasu przyszłego. Tabela przedstawia jego rekonstrukcje autorstwa Ringe'a.
|         |               | Strona czynna | Strona czynna | Strona czynna | Strona medialna | Strona medialna | Strona medialna |
| ‘być’   | ‘nieść; brać’ | ‘zostawiać’   | ‘być’         | ‘nieść; brać’ | ‘zostawiać’     |                 |                 |
| ------- | ------------- | ------------- | ------------- | ------------- | --------------- | --------------- | --------------- |
| L.poj.  | 1. osoba      | *h₁ésoh₂      | *bʰérōh₂      | linékʷoh₂     | –               | *bʰérōh₂ey      | léykʷoh₂ey      |
| L.poj.  | 2. osoba      | *h₁ésesi      | *bʰérēsi      | linékʷesi     | –               | *bʰérēth₂ey     | léykʷeth₂ey     |
| L.poj.  | 3. osoba      | *h₁éseti      | *bʰérēti      | linékʷeti     | –               | *bʰéretoy       | léykʷetoy       |
| L.podw. | 1. osoba      | *h₁ésowos     | *bʰérōwos     | linékʷowos    | –               | *bʰérōwosdʰh₂   | léykʷowosdʰh₂   |
| L.podw. | 2. osoba      | *h₁ésetes     | *bʰérētes     | linékʷetes    | –               | ?               | ?               |
| L.podw. | 3. osoba      | *h₁ésetes     | *bʰérētes     | linékʷetes    | –               | ?               | ?               |
| L.mn.   | 1. osoba      | *h₁ésomos     | *bʰérōmos     | linékʷomos    | –               | *bʰérōmosdʰh₂   | léykʷomosdʰh₂   |
| L.mn.   | 2. osoba      | *h₁ésete      | *bʰérēte      | linékʷete     | –               | *bʰérēdʰh₂ue    | léykʷedʰh₂ue    |
| L.mn.   | 3. osoba      | *h₁ésonti     | *bʰérōnti     | linékʷonti    | –               | *bʰérōntoy      | léykʷontoy      |

Tryb życzący
Tryb życzący tworzony był poprzez dołączenie do tematu jednego z przyrostków:
- *-i̯eh₁- (stopień pełny) w liczbie pojedynczej czasowników atematycznych;
- *-ih₁- (stopień zerowy) w pozostałych przypadkach.

a następnie jednej z końcówek wtórnych. Rekonstrukcja w interpretacji Ringe'a:
|         |               | Strona czynna | Strona czynna | Strona medialna | Strona medialna |
| ‘być’   | ‘nieść; brać’ | ‘być’         | ‘nieść; brać’ |                 |                 |
| ------- | ------------- | ------------- | ------------- | --------------- | --------------- |
| L.poj.  | 1. osoba      | *h₁siéh₁m     | *bʰéroyh₁m̥    | –               | *bʰéroyh₂e      |
| L.poj.  | 2. osoba      | *h₁siéh₁s     | *bʰéroys      | –               | *bʰéroyth₂e     |
| L.poj.  | 3. osoba      | *h₁siéh₁t     | *bʰéroyd      | –               | *bʰéroyto       |
| L.podw. | 1. osoba      | *h₁sih₁wé     | *bʰéroywe     | –               | *bʰéroywedʰh₂   |
| L.podw. | 2. osoba      | *h₁sih₁tóm    | *bʰéroytom    | –               | ?               |
| L.podw. | 3. osoba      | *h₁sih₁tā́m    | *bʰéroytā́m    | –               | ?               |
| L.mn.   | 1. osoba      | *h₁sih₁mé     | *bʰéroyme     | –               | *bʰéroymedʰh₂   |
| L.mn.   | 2. osoba      | *h₁sih₁té     | *bʰéroyte     | –               | *bʰéroydʰh₂ue   |
| L.mn.   | 3. osoba      | *h₁sih₁énd    | *bʰéroyh₁end  | –               | *bʰéroyro       |

Dokładne znaczenie trybu życzącego w praindoeuropejskim jest nieznane. W niektórych językach potomnych odziedziczone formy tego typu oznaczają przypuszczenie lub rozkaz, w językach anatolijskich zniknęły całkowicie.
Tryb rozkazujący 
Tryb rozkazujący jako jedyny tworzony był sposobami odrębnymi od głównego schematu odmiany. Rekonstrukcja form rozkazujących strony czynnej według Fortsona:
| Forma           | Temat                                     | Końcówka      |
| --------------- | ----------------------------------------- | ------------- |
| 2. osoba l.poj. | stopień zerowy rdzenia (odm. atematyczna) | *-dhi         |
| 2. osoba l.poj. | pełny temat (odm. tematyczna)             | *-∅           |
| 2. osoba l.mn.  | pełny temat                               | *-te          |
| 3. osoba l.poj. | ?                                         | *-tu; *-tōd   |
| 3. osoba l.mn.  | ?                                         | *-ntu; *-ntōd |

‘nieść; brać’ – *bhér- : *bhére (‘nieś!; bierz!’) : *bhérete (‘nieście!; bierzcie!’)
Beekes odtworzył również końcówki trybu rozkazującego strony medialnej:
| Forma           | Czasowniki przechodnie | Czasowniki nieprzechodnie |
| --------------- | ---------------------- | ------------------------- |
| 2. osoba l.poj. | *-sue ?                | ?                         |
| 2. osoba l.mn.  | *-dʰue                 | *-tōd                     |
| 3. osoba l.poj. | *-to ?                 | *-o ?; *-tōd              |
| 3. osoba l.mn.  | *-nto ?                | *-ro ?                    |

### Różne formy odczasownikowe
Kwestia bezokolicznika
Bezokolicznik znany z języka polskiego nie istniał w praindoeuropejskim jako taki, istniały jednak formy bezosobowe o innym znaczeniu – odsłownika, wyrażającego nazwę czynności. Były one tworzone w różny sposób, przy pomocy następujących przyrostków: *-dhi̯e- lub *-dhi̯o-, *-tu-, *-ti- oraz złożonych przyrostków zakończonych na *-n-: *-men-, *-sen-, *-ten- czy *-u̯en-.
Formy wykształcone z odsłownika *-ti- zmieniły znaczenie i występują w potomnych językach bałtosłowiańskich i indoirańskich jako bezosobowe formy czasownika. Z kolei formy wykształcone z *-tu- w niektórych językach przyjęły znaczenie supinum, wyrażające celowość („aby...”, „w celu...”).
Imiesłowy
Imiesłowy tworzone były sposobami opisanymi niżej.
Najbardziej rozpowszechniony imiesłów -nt był tworzony poprzez przyłączenie do tematu niedokonanego lub tematu aorystu przyrostka *-(e)nt- (do stopnia zerowego rdzenia czasowników atematycznych) lub *-nt- (do rdzenia z samogłoską tematyczną *-o- czasowników tematycznych).
‘być’ – *h₁es- : *h₁s-(e)nt- (‘będący’)
‘nieść; brać’ – *bher- : *bher-o-nt- (‘niosący; biorący’)
Ponadto istniały imiesłowy tworzone przyrostkami:
- *-m(e)no- (być może *-mh₁no-) wyrażający imiesłów bierno-zwrotny;
- *-mo- wyrażający imiesłów bierny;
- *-u̯os- lub *-u̯s- (w zależności od przypadka gramatycznego) dodawany do stopnia zerowego tematu perfectum, wyrażający imiesłów uprzedni;
- *-tó- oraz *-nó- dodawany do stopnia zerowego rdzenia, wyrażający imiesłów przeszły (stan po zakończonej czynności).

‘zabijać’ – *gʷhen- : *gʷhn̥-tó- (‘zabity’)
Przymiotniki takie jak *pl̥h₁-nó- („pełny”) powstały pierwotnie jako forma imiesłowowa czasownika.
Forma sprawcza
Temat formy sprawczej tworzony był następująco:
- stopień pełny -o rdzenia + *-éi̯e/o-,

wyrażała ona niebezpośrednie sprawstwo czynności – spowodowanie, że ktoś inny wykonuje jakąś czynność bądź znajduje się w jakimś stanie.
‘siedzieć’ – *sed- : *sod-éi̯e/o- (‘posadzić’, dosł. ‘sprawić, że siedzi’)
‘zakładać [ubranie]’ – *u̯es- : *u̯os-éi̯e/o- (‘odziać’, dosł. ‘sprawić, że coś nosi’)
Forma wolicjonalna
Wyrażała chęć zrobienia czegoś bądź starania. Przyrostkami tworzącymi formę wolicjonalną były:
- *-(h₁)se- lub *-(h₁)so- (dodatkowo temat mógł posiadać reduplikację w stopniu -i);
- *-syé- lub *-syó-.

‘widzieć’ – *weyd- : *wéyd-se/o- (‘chcieć zobaczyć’)
‘ukrywać’ – *ḱel- : *ḱí-ḱl̥-h₁se/o- (‘starać się ukryć’)

## Nominalne części mowy

### Rzeczownik

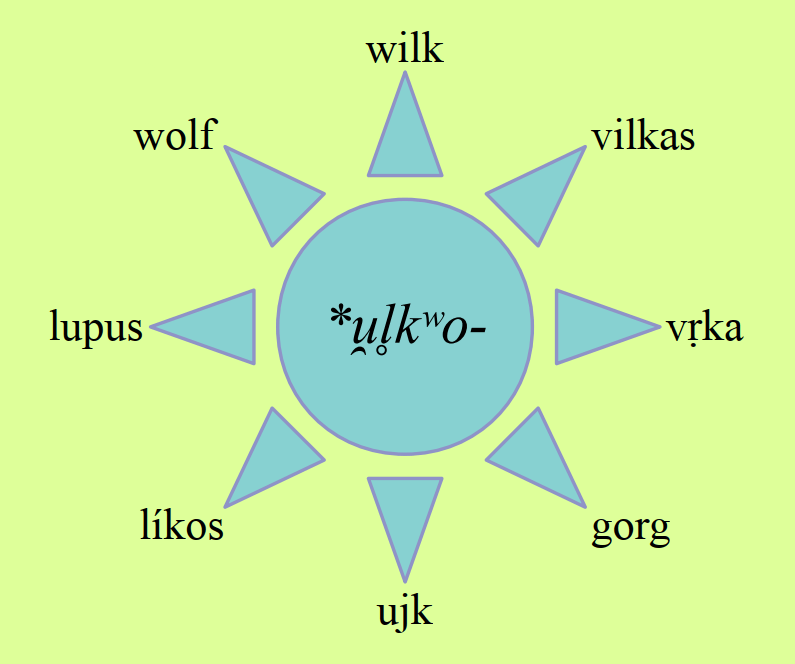
Rzeczownik „wilk” (rdzeń „*u̯l̥kʷo-”) w języku pie. oraz jego formy potomne w różnych językach, od góry w prawo: polskim, litewskim, sanskrycie, perskim, albańskim, greckim, łacinie i angielskim

Rzeczownik w języku praindoeuropejskim posiadał kategorie rodzaju gramatycznego, liczby oraz przypadka. Tradycyjnie dla rzeczownika rekonstruowane są trzy rodzaje: męski, żeński i nijaki. Według niektórych indoeuropeistów rozwinęły się one tylko poza językami anatolijskimi – teoria ta zakłada, że dawniejszy system zawierał dwie klasy rzeczowników (ożywione, które później podzieliły się na męskie i żeńskie, oraz nieożywione). Występowały trzy liczby gramatyczne: pojedyncza, podwójna oraz mnoga.
W deklinacji praindoeuropejskiego rzeczownika istniało osiem przypadków gramatycznych:
- mianownik – podmiot zdania;
- wołacz – bezpośredni zwrot do adresata;
- biernik – dopełnienie bliższe zdania;
- dopełniacz – forma dzierżawcza;
- ablatyw – źródło lub miejsce początkowe ruchu;
- celownik – dopełnienie dalsze lub adresat;
- narzędnik – narzędzie, sposób lub metoda;
- miejscownik – miejsce znajdowania się lub czynności.

Być może istniał również dziewiąty przypadek:
- allatyw – ruch w stronę kogoś lub czegoś (przeciwieństwo ablatywu),

który odkryto w językach anatolijskich. Nie wiadomo jednak, czy wykształcił się on wyłącznie w tej grupie językowej, czy też zanikł w pozostałych grupach.
Pod względem budowy morfologicznej, tak samo jak w przypadku czasowników, istniały rzeczowniki:
- tematyczne – mające samogłoskę łączącą (przyrostek) *-o- między rdzeniem, a końcówką, wymiennie z *-e- w niektórych formach;
- atematyczne – bez samogłoski łączącej.

Poniższa tabela przedstawia rekonstrukcje końcówek deklinacyjnych według czwórki językoznawców: Andrew Sihlera (1995), Donalda Ringe'a (2006), Miguela Villanuevy Svenssona (2016) i Benjamina Fortsona (2004). Rodzaj nijaki (lub nieożywiony) posiadał takie same końcówki jak męski (lub ożywiony) we wszystkich przypadkach z wyjątkiem mianownika, biernika i wołacza – zostało to uwzględnione w tabeli (wiersze oznaczone symbolem ɴ w kolumnie przypadków).
|           |               | Końcówki atematyczne | Końcówki atematyczne | Końcówki atematyczne         | Końcówki atematyczne | Końcówki tematyczne | Końcówki tematyczne   | Końcówki tematyczne              | Końcówki tematyczne |
| A. Sihler | D. Ringe      | M. V.Svensson        | W. Fortson           | A. Sihler                    | D. Ringe             | M. V.Svensson       | W. Fortson            |                                  |                     |
| --------- | ------------- | -------------------- | -------------------- | ---------------------------- | -------------------- | ------------------- | --------------------- | -------------------------------- | ------------------- |
| L.poj.    | Mianownik     | *-s; *-Ø             | *-s; *-Ø             | *-s; *-Ø                     | *-s                  | *-o-s               | *-o-s                 | *-o-s                            | *-o-s               |
| L.poj.    | (Mn.-B.-W.) ɴ | *-Ø                  | *-Ø                  | *-Ø                          | *-Ø                  | *-o-m               | *-o-m                 | *-o-m                            | *-o-m               |
| L.poj.    | Dopełniacz    | *-s; *-os; *-es      | *-és; *-os; *-s;     | *-(e/o)s                     | *-s                  | *-ī, *-osyo         | *-o-syo (?)           | *-osi̯o                           | *-os (?)            |
| L.poj.    | Ablatyw       | *-s; *-os; *-es      | *-és; *-os; *-s;     | *-(e/o)s                     | *-s                  | *-ōt, *-āt          | *-e-ad                | *-ōd; *-ād (?)                   | *-ōt < *-o(h₂)at    |
| L.poj.    | Celownik      | *-ey                 | *-éy                 | *-ei                         | *-ei                 | *-ōy                | *-o-ey                | *-ōi (< *-o-ei)                  | *-ōy < *-o-ey       |
| L.poj.    | Biernik       | *-m̥                  | *-m                  | *-m; m̥                       | *-m                  | *-o-m               | *-o-m                 | *-o-m                            | *-o-m               |
| L.poj.    | Narzędnik     | *-bhi; *-mi; *-(e)h₁ | *-éh₁; *-h₁          | *-(e)h₁                      | *-h₁                 | *-o-h₁; *-e-h₁      | *-o-h₁                | *-oh₁ (> *-ō)                    | *-ō < *-o-h₁        |
| L.poj.    | Miejscownik   | *-i; *-Ø             | *-Ø (> *-i)          | *-i; *-Ø                     | *-i                  | *-o-y; *-e-y        | (*-e >) *-e-y         | *-oi; *-e-i (?)                  | *-oi                |
| L.poj.    | Wołacz        | *-Ø                  | *-Ø                  | *-Ø                          | *-Ø                  | *-e-Ø               | *-e                   | *-e                              | *-e                 |
| L.podw.   | Mn.-B.-W.     | *-h₁(e) (?)          | *-h₁e                | *-h₁(e)                      | *-h₁                 | ?                   | *-o-h₁                | *-o-h₁                           | *-ō < *-o-h₁        |
| L.podw.   | (Mn.-B.-W.) ɴ | ?                    | *-ih₁                | *-ih₁                        | *-ih₁                | ?                   | *-o-y(h₁)             | *-o-ih₁                          | *-o-ih₁             |
| L.podw.   | Dopełniacz    | ?                    | *-ows (?)            | *-h₁oHs (?)                  | ?                    | ?                   | ?                     | *-o(i)-h₁oHs                     | ?                   |
| L.podw.   | Cel.-N.-Abl.  | ?                    | ?                    | *-bʰoh₁ (?)                  | ?                    | ?                   | ?                     | *-o(i)-bʰoh₁                     | ?                   |
| L.podw.   | Miejscownik   | ?                    | *-ows (?)            | *-h₁u (?)                    | ?                    | ?                   | ?                     | *-o-h₁u                          | ?                   |
| L.mn.     | Mn.-W.        | *-es                 | *-es                 | *-es                         | *-es                 | *-ōs                | *-o-es                | *-ōs (< *-o-es)                  | *-ōs < *-o-es       |
| L.mn.     | (Mn.-B.-W.) ɴ | *-h₂                 | *-h₂; *-Ø            | *-h₂; *-Ø                    | *-h₂                 | *-e-h₂              | *-e-h₂                | *-eh₂ (> *-ā)                    | *-ā < *-e-h₂        |
| L.mn.     | Dopełniacz    | *-om (?)             | *-óHom               | *-(H)om; *-om (?), *-ōm (?)  | *-ōm                 | *-ōm                | *-o-oHom              | *-ōm                             | *-ōm                |
| L.mn.     | Cel.-Abl.     | *-bhos; *-mos        | *-mós                | *-bʰ(i̯)o(s); *-mos           | *-bh-                | *-o-bhos; o-mos     | *-o-mos (*-o-y-mos ?) | *-oibʰos                         | *-o(i)bh-           |
| L.mn.     | Biernik       | *-m̥s                 | *-ns                 | *-ns (< *-ms); *-n̥s (< *-m̥s) | *-ns                 | *-o-ms              | *-o-ns                | *-ō̆ns; *-ōs (?)                  | *-ons               |
| L.mn.     | Narzędnik     | *-bhis; *-mī̆s        | *-bʰí                | *-bʰí(s); *-mis              | *-bh-                | *-ōys; *-o-mī̆s (?)  | *-ōys                 | *-ōis (< *-o-eis ?; < *-oi-is ?) | *-o(i)bh-           |
| L.mn.     | Miejscownik   | *-su                 | *-sú                 | *-su                         | *-su                 | (*-o-su ?)          | *-o-y-su              | *-oisu                           | *-oisu              |

Rodzaj żeński
Praindoeuropejskie rzeczowniki rodzaju żeńskiego najczęściej posiadały temat zakończony na *-eh₂- (później przekształcony w *-ā-, stąd wiele rzeczowników żeńskich w językach indoeuropejskich kończy się głoską /a/), bezpośrednio do którego były przyłączane końcówki fleksyjne. Charakterystyczny dla nich jest brak końcówki *-s w mianowniku liczby pojedynczej.
Inne czasem spotykane żeńskie przyrostki tematyczne to:
- *-i̯eh₂-;
- *-s(o)r-.

Końcówki fleksyjne rzeczowników rodzaju żeńskiego z tematem *-eh₂- według Sihlera:
|             | L. pojedyncza        | L. mnoga              |
| ----------- | -------------------- | --------------------- |
| Mianownik   | *-eh₂-Ø              | *-eh₂-es              |
| Dopełniacz  | *-eh₂-es; *-eh₂-os   | *-eh₂-om              |
| Ablatyw     | *-eh₂-es; *-eh₂-os   | *-eh₂-bhos; *-eh₂-mos |
| Celownik    | *-eh₂-ey             | *-eh₂-bhos; *-eh₂-mos |
| Biernik     | *-eh₂-m              | *-eh₂-ms              |
| Narzędnik   | *-eh₂-bhi; *-eh₂-eh₁ | *-eh₂-bhis; *-eh₂-mī̆s |
| Miejscownik | *-eh₂-i              | *-eh₂-su              |
| Wołacz      | *-eh₂-Ø              | *-eh₂-es              |

Języki -m i -bʰ
Celownik, ablatyw i narzędnik liczby mnogiej i podwójnej sprawiają trudności w rekonstrukcji. W zależności od ich form potomne języki indoeuropejskie dzielą się na -m i -bʰ: do języków -m należą bałtyckie, słowiańskie i germańskie, do języków -bʰ natomiast języki pozostałych grup. Zaświadczone lub zrekonstruowane morfemy w wybranych językach wyglądają następująco:
|           | łacina | grecki | indoir. | pragerm. | prabałtosłow. |
| --------- | ------ | ------ | ------- | -------- | ------------- |
| Celownik  | -bus   | –      | *-bhi̯as | *-m-     | *-mos         |
| Ablatyw   | -bus   | –      | *-bhi̯as | *-m-     | *-mos         |
| Narzędnik | –      | -pʰi   | ?       | *-m-     | *-mi(s)       |

Pierwotny celownik liczby mnogiej w obu typach języków rekonstruowany jest w przybliżeniu (zgodnie z zaprezentowanymi wcześniej tabelami odmian) odpowiednio jako *-mos i *-bʰo(s), a narzędnik – *-mis i *-bʰi(s). Formy z -m- (bałto-słowiańsko-germańskie) mogą być praindoeuropejskimi wariantami regionalnymi lub stanowić innowację językową. Spekuluje się też, że oba typy form mogą pochodzić z przyłączenia do wyrazu wcześniejszych, odrębnych postpozycji. Jako argument na to przytaczany jest fakt, że jedynie grupa anatolijska nie posiada form ani -m-, ani -bʰ-, mogą być więc one archaizmami językowymi, zachowanymi z okresu praindoeuropejskiego.
Kwestia allatywu
Allatyw jako rdzenny przypadek w językach indoeuropejskim (oznaczający kierunek, miejsce docelowe) został zaobserwowany jedynie w języku hetyckim. Występuje on również w językach wschodniobałtyckich oraz tocharskich, lecz powstał w nich wtórnie dopiero w późniejszym okresie rozwoju.
hetycki – agnā (‘do ziemi’) : kišrā (‘do ręki’)
litewski (wtórnie) – žemę : ranką
Przykładowa odmiana
Poniższa tabela przedstawia przykładowe odmiany wyrazów z różnych rodzajów gramatycznych w rekonstrukcji Ringe'a.
|          |             | Rodzaj męski | Rodzaj męski | Rodzaj żeński | Rodzaj żeński    | Rodzaj nijaki | Rodzaj nijaki |
| ‘ojciec’ | ‘stopa’     | ‘kobieta’    | ‘wdowa’      | ‘chmura’      | ‘drzewo’         |               |               |
| -------- | ----------- | ------------ | ------------ | ------------- | ---------------- | ------------- | ------------- |
| L.poj.   | Mianownik   | *ph₂tḗr      | *pṓds        | *gʷḗn         | *h₁widʰéwh₂      | *nébʰos       | *dóru         |
| L.poj.   | Wołacz      | *ph₂tér      | *pód         | *gʷḗn         | *h₁widʰéwh₂      | *nébʰos       | *dóru         |
| L.poj.   | Biernik     | *ph₂térm̥     | *pódm̥        | *gʷénh₂m̥      | *h₁widʰéwh₂m̥     | *nébʰos       | *dóru         |
| L.poj.   | Narzędnik   | *ph₂tr̥éh₁    | *pedéh₁      | *gʷnéh₂(e)h₁  | *h₁widʰéwh₂(e)h₁ | *nébʰes(e)h₁  | *drúh₁        |
| L.poj.   | Celownik    | *ph₂tr̥éy     | *pedéy       | *gʷnéh₂ey     | *h₁widʰéwh₂ey    | *nébʰesey     | *dréwey       |
| L.poj.   | Ablatyw     | *ph₂tr̥és     | *pedés       | *gʷnéh₂s      | *h₁widʰéwh₂s     | *nébʰesos     | *dréws        |
| L.poj.   | Dopełniacz  | *ph₂tr̥és     | *pedés       | *gʷnéh₂s      | *h₁widʰéwh₂s     | *nébʰesos     | *dréws        |
| L.poj.   | Miejscownik | *ph₂tér(i)   | *péd(i)      | *gʷnéh₂(i)    | *h₁widʰéwh₂(i)   | *nébʰes(i)    | *dréw(i)      |
| L.podw.  | Mn.-Woł.-B. | *ph₂térh₁e   | *pódh₁e      | *gʷénh₂h₁e    | *h₁widʰéwh₂h₁e   | *nébʰesih₁    | *dórwih₁      |
| L.mn.    | Mn.-Woł.    | *ph₂téres    | *pódes       | *gʷénh₂es     | *h₁widʰéwh₂es    | *nébʰōs       | *dóruh₂       |
| L.mn.    | Biernik     | *ph₂térn̥s    | *pódn̥s       | *gʷénh₂n̥s     | *h₁widʰéwh₂n̥s    | *nébʰōs       | *dóruh₂       |
| L.mn.    | Narzędnik   | *ph₂tr̥bʰí    | *pedbʰí      | *gʷnéh₂bʰi    | *h₁widʰéwh₂bʰi   | *nébʰesbʰi    | *drúbʰi       |
| L.mn.    | Cel.-Abl.   | *ph₂tr̥mós    | *pedmós      | *gʷnéh₂mos    | *h₁widʰéwh₂m̥os   | *nébʰesmos    | *drúmos       |
| L.mn.    | Dopełniacz  | *ph₂tr̥óHom   | *pedóHom     | *gʷnéh₂oHom   | *h₁widʰéwh₂oHom  | *nébʰesoHom   | *dréwoHom     |
| L.mn.    | Miejscownik | *ph₂tr̥sú     | *pedsú       | *gʷnéh₂su     | *h₁widʰéwh₂su    | *nébʰesu      | *drúsu        |

### Przymiotnik
Przymiotniki w języku praindoeuropejskim odmieniały się generalnie w taki sam sposób jak rzeczowniki, według tych samych wzorów odmian. Zasadniczo różniły się one od nich tym, że były łączone z rzeczownikami we frazy oraz podlegały stopniowaniu. Najczęściej przymiotniki miały przyrostki tematyczne *-o oraz atematyczne *-u i *-nt. Oprócz przymiotników rodzaju męskiego i neutralnego z *-o istniały przymiotniki rodzaju żeńskiego z *-eh₂ (> *-ā) oraz atematyczne *ih₂ (> *-ī) lub *-i̯éh₂ (> *-i̯ā). Aczkolwiek we wcześniejszej fazie rozwoju, przed wykształceniem się odrębnych form żeńskich, istniał jedynie rodzaj wspólny (męsko-żeński) i neutralny. Taki system odmiany w dwóch klasach obejmował również rzeczowniki.
Inne przyrostki tworzące przymiotniki to:
- *-i̯o- lub *-ii̯o-;
- *-ko oraz *-isko-;
- *-ro-;
- *-tó-.

Przykładowe formy rodzajowe przymiotników:
|          | Rodzaj męski | Rodzaj żeński | Rodzaj nijaki |
| -------- | ------------ | ------------- | ------------- |
| ‘nowy’   | *neu-os      | *neu-eh₂      | *neu-om       |
| ‘słodki’ | *sueh₂d-u-s  | *sueh₂d-u-ih₂ | *sueh₂d-u     |
| ‘słodki’ | *medh-u-s    | (*medh-u-s)   | *medh-u       |
| ‘duży’   | *méǵ-h₂(-s)  | ?             | *méǵ-h₂       |
| ‘stary’  | *uet-us      | ?             | *uet-us       |

Odmiana przez przypadki wybranych przymiotników (z uwzględnieniem rodzaju gramatycznego) w rekonstrukcji Ringe'a:
|          |             | ‘cienki’    | ‘cienki’        | ‘cienki’    | ‘pełny’       | ‘pełny’           | ‘pełny’       |
| R. męski | R. żeński   | R. nijaki   | R. męski        | R. żeński   | R. nijaki     |                   |               |
| -------- | ----------- | ----------- | --------------- | ----------- | ------------- | ----------------- | ------------- |
| L.poj.   | Mianownik   | *ténh₂us    | *tn̥h₂éwih₂      | *ténh₂u     | *pl̥h₁nós      | *pl̥h₁néh₂         | *pl̥h₁nóm      |
| L.poj.   | Wołacz      | *ténh₂u     | *tn̥h₂éwi        | *ténh₂u     | *pl̥h₁né       | *pl̥h₁n[á]         | *pl̥h₁nóm      |
| L.poj.   | Biernik     | *ténh₂um    | *tn̥h₂éwih₂m     | *ténh₂u     | *pl̥h₁nóm      | *pl̥h₁néh₂m (-ām)  | *pl̥h₁nóm      |
| L.poj.   | Narzędnik   | *tn̥h₂úh₁    | *tn̥h₂uyéh₂(e)h₁ | *tn̥h₂úh₁    | *pl̥h₁nóh₁     | *pl̥h₁néh₂(e)h₁    | *pl̥h₁nóh₁     |
| L.poj.   | Celownik    | *tn̥h₂éwey   | *tn̥h₂uyéh₂ey    | *tn̥h₂éwey   | *pl̥h₁nóey     | *pl̥h₁néh₂ey       | *pl̥h₁nóey     |
| L.poj.   | Ablatyw     | *tn̥h₂éws    | *tn̥h₂uyéh₂s     | *tn̥h₂éws    | *pl̥h₁néad     | *pl̥h₁néh₂s        | *pl̥h₁néad     |
| L.poj.   | Dopełniacz  | *tn̥h₂éws    | *tn̥h₂uyéh₂s     | *tn̥h₂éws    | *pl̥h₁nósyo    | *pl̥h₁néh₂s        | *pl̥h₁nósyo    |
| L.poj.   | Miejscownik | *tn̥h₂éw(i)  | *tn̥h₂uyéh₂(i)   | *tn̥h₂éw(i)  | *pl̥h₁néy      | *pl̥h₁néh₂(i)      | *pl̥h₁néy      |
| L.podw.  | Mn.-Woł.-B. | *ténh₂uh₁   | ?               | *ténh₂uih₁  | *pl̥h₁nóh₁     | ?                 | *pl̥h₁nóy(h₁)  |
| L.mn.    | Mn.-Woł.    | *ténh₂ewes  | *tn̥h₂éwih₂es    | *ténh₂uh₂   | *pl̥h₁nóes     | *pl̥h₁néh₂es       | *pl̥h₁néh₂     |
| L.mn.    | Biernik     | *ténh₂uns   | *tn̥h₂éwih₂n̥s    | *ténh₂uh₂   | *pl̥h₁nóns     | *pl̥h₁néh₂ns (-ās) | *pl̥h₁néh₂     |
| L.mn.    | Narzędnik   | *tn̥h₂úbhi   | *tn̥h₂uyéh₂bhi   | *tn̥h₂úbhi   | *pl̥h₁nṓys     | *pl̥h₁néh₂bhi      | *pl̥h₁nṓys     |
| L.mn.    | Cel.-Abl.   | *tn̥h₂úmos   | *tn̥h₂uyéh₂mos   | *tn̥h₂úmos   | *pl̥h₁nó(y)mos | *pl̥h₁néh₂mos      | *pl̥h₁nó(y)mos |
| L.mn.    | Dopełniacz  | *tn̥h₂éwoHom | *tn̥h₂uyéh₂oHom  | *tn̥h₂éwoHom | *pl̥h₁nóoHom   | *pl̥h₁néh₂oHom     | *pl̥h₁nóoHom   |
| L.mn.    | Miejscownik | *tn̥h₂úsu    | *tn̥h₂uyéh₂su    | *tn̥h₂úsu    | *pl̥h₁nóysu    | *pl̥h₁néh₂su       | *pl̥h₁nóysu    |

Stopień wyższy tworzony był przy pomocy dwóch specjalnych przyrostków:
- *-i̯os- – standardowy morfem dodawany do rdzenia w stopniu pełnym;
- *-tero- – morfem o znaczeniu porównującym dwa elementy, „ten, który jest bardziej...” (z dwóch).

Forma stopnia najwyższego jako taka nie istniała, a jej odpowiednik znaczeniowy był często wyrażany poprzez dołączenie do przymiotnika dopełniacza liczby mnogiej rzeczownika, np. „wielki [z] władców” o znaczeniu „największy władca”. Niemniej jednak w językach potomnych istnieją ślady dwóch przyrostków, które mogły tworzyć ten stopień przymiotnika:
- -m̥mo- – kontynuowany w łacińskim -imus, -issimus czy sanskryckim -tama-;
- -isto- – kontynuowany w greckim -istos czy angielskim -est.

### Zaimek
Zaimek osobowy
Zrekonstruowano praindoeuropejskie zaimki osobowe 1. i 2. osoby gramatycznej. Odmieniały się one poprzez kategorię liczby i przypadka, natomiast nie posiadały różnych rodzajów gramatycznych. W części przypadków posiadały one dwa warianty: akcentowany i nieakcentowany (enklityczny) – jak np. polskie ciebie lub cię. Poniżej przedstawione zostały dwie niezależne rekonstrukcje odmiany zaimków osobowych.
Rekonstrukcja według Sihlera:
|               |              | 1. osoba (ja, my) | 1. osoba (ja, my) | 1. osoba (ja, my) | 2. osoba (ty, wy) | 2. osoba (ty, wy) | 2. osoba (ty, wy) |
| L. pojedyncza | L. podwójna. | L. mnoga          | L. pojedyncza     | L. podwójna.      | L. mnoga          |                   |                   |
| ------------- | ------------ | ----------------- | ----------------- | ----------------- | ----------------- | ----------------- | ----------------- |
| Mianownik     | Mianownik    | *eǵoH             | *weh₁             | *we-i             | *tī̆ (*tū̆)         | *yuh₁ (*yūh₁ ?)   | *yūs (*yuHs ?)    |
| Dopełniacz    | akcentowany  | *mé-me            | ?                 | *n̥sóm             | *té-we            | ?                 | *usóm             |
| Dopełniacz    | enklityczny  | *mos              | ?                 | *nō̆s              | *tos              | ?                 | *wō̆s              |
| Ablatyw       | Ablatyw      | *mm-ét (> *mét)   | ?                 | *n̥sm-ét           | *tw-ét            | ?                 | *usm-ét           |
| Celownik      | akcentowany  | *mébhi            | ?                 | *n̥sm-éy           | *tébhi            | ?                 | *usm-éy           |
| Celownik      | enklityczny  | *mey; *moy ?      | ?                 | *nō̆s              | *tey; *toy        | ?                 | *wō̆s              |
| Biernik       | akcentowany  | *m-mé (> *mé)     | *n̥h₁-wé           | *n̥smé             | *t-wé             | *uh₁-wé           | *usmé             |
| Biernik       | enklityczny  | *me               | *nō̆h₁             | *nō̆s              | *te               | *wō̆h₁             | *wō̆s              |

Rekonstrukcja według Beekesa:
|               | 1. osoba (ja, my) | 1. osoba (ja, my) | 2. osoba (ty, wy) | 2. osoba (ty, wy) |
| L. pojedyncza | L. mnoga          | L. pojedyncza     | L. mnoga          |                   |
| ------------- | ----------------- | ----------------- | ----------------- | ----------------- |
| Mianownik     | *h₁eǵ(-oH/-Hom)   | *uei              | *tuH              | *iuH              |
| Dopełniacz    | *h₁méne; *h₁moi   | *ns(er)o-; *nos   | *teue; *toi       | *ius(er)o-; *uos  |
| Ablatyw       | *h₁med            | *nsmed            | *tued             | *usmed            |
| Celownik      | *h₁méǵʰio; *h₁moi | *nsmei; *ns       | *tébʰio; *toi     | *usmei            |
| Biernik       | *h₁mé; *h₁me      | *nsmé; *nōs       | *tué              | *usmé; *uōs       |
| Narzędnik     | *h₁mói            | ?                 | *tói              | ?                 |
| Miejscownik   | *h₁mói            | *nsmi             | *tói              | *usmi             |

Zaimek wskazujący
W praindoeuropejskim istniały dwa rodzaje zaimków wskazujących:
- bliskiego dystansu – odpowiedniki polskiego ten, ta, to;
- dalekiego dystansu – odpowiedniki polskiego tamten, tamta, tamto.

Poniższe rekonstrukcje przedstawiają zaimki wskazujące liczby pojedynczej i mnogiej, liczba podwójna jest trudna do odtworzenia. Rekonstrukcja Sihlera:
|                           | L. pojedyncza             | L. pojedyncza             | L. pojedyncza             | L. mnoga                  | L. mnoga                  | L. mnoga |          |
| R. męski                  | R. nijaki                 | R. żeński                 | R. męski                  | R. nijaki                 | R. żeński                 |          |          |
| Zaimki bliskiego dystansu | Zaimki bliskiego dystansu | Zaimki bliskiego dystansu | Zaimki bliskiego dystansu | Zaimki bliskiego dystansu | Zaimki bliskiego dystansu |          |          |
| ------------------------- | ------------------------- | ------------------------- | ------------------------- | ------------------------- | ------------------------- | -------- | -------- |
| Mianownik                 | *is                       | *id                       | *ih₂                      | *eyes                     | *ih₂                      | *ih₂es   |          |
| Dopełniacz                | *esyo                     | *esyo                     | *esyeh₂s                  | *eysom                    | *eysom                    | *eysom   |          |
| Ablatyw                   | *esmōd                    | *esmōd                    | *esyeh₂s                  | *eybʰ-                    | *eybʰ-                    | *eybʰ-   |          |
| Celownik                  | *esmey                    | *esmey                    | *esyeh₂ey                 | *eybʰ-                    | *eybʰ-                    | *eybʰ-   |          |
| Biernik                   | *im                       | *id                       | *ih₂m                     | *ins                      | *ih₂                      | *ih₂ms   |          |
| Miejscownik               | *esmi                     | *esmi                     | ?                         | *eysu                     | *eysu                     | *eysu    |          |
|                           | Zaimki dalekiego dystansu |                           |                           |                           |                           |          |          |
| Mianownik                 | *so                       | *tod                      | *seh₂, *sih₂              | *toy                      | *teh₂                     | *teh₂s   |          |
| Dopełniacz                | *tosyo                    | *tosyo                    | *tosyeh₂s                 | *toysō̆m                   | *toysō̆m                   | *teh₂sō̆m |          |
| Ablatyw                   | *tosmōd                   | *tosmōd                   | *tosyeh₂s                 | *toybʰ-                   | *toybʰ-                   | *teh₂bʰ- | *teh₂bʰ- |
| Celownik                  | *tosmey                   | *tosmey                   | *tosyeh₂ey                | *toybʰ-                   | *toybʰ-                   |          |          |
| Biernik                   | *tom                      | *tod                      | *teh₂m                    | *toms                     | *teh₂                     | *teh₂ms  |          |
| Miejscownik               | *tosmi                    | *tosmi                    | ?                         | *toysu                    | *toysu                    | *teh₂su  |          |

Rekonstrukcja Beekesa:
|                           | L. pojedyncza             | L. pojedyncza             | L. pojedyncza             | L. mnoga                  | L. mnoga                  | L. mnoga   |
| R. męski                  | R. nijaki                 | R. żeński                 | R. męski                  | R. nijaki                 | R. żeński                 |            |
| Zaimki bliskiego dystansu | Zaimki bliskiego dystansu | Zaimki bliskiego dystansu | Zaimki bliskiego dystansu | Zaimki bliskiego dystansu | Zaimki bliskiego dystansu |            |
| ------------------------- | ------------------------- | ------------------------- | ------------------------- | ------------------------- | ------------------------- | ---------- |
| Mianownik                 | *h₁e                      | *i                        | *ih₂                      | *h₁ei                     | *ih₂                      | *ih₂es     |
| Dopełniacz                | *h₁éso                    | *h₁éso                    | *h₁eseh₂s?                | *h₁es(om)                 | *h₁es(om)                 | *h₁es(om)  |
| Ablatyw                   | *h₁esmōd                  | *h₁esmōd                  | *h₁esmōd                  | *h₁eios                   | *h₁eios                   | *h₁eios    |
| Celownik                  | *h₁esmōi                  | *h₁esmōi                  | *h₁esieh₂ei               | *h₁eimus                  | *h₁eimus                  | *h₁eimus   |
| Biernik                   | *im                       | *id                       | *ih₂m                     | *ins                      | *ih₂                      | *ih₂ns     |
| Narzędnik                 | *h₁ei ?                   | *h₁ei ?                   | *h₁ei ?                   | *h₁eibʰi                  | *h₁eibʰi                  | *h₁eibʰi   |
| Miejscownik               | *h₁esmi                   | *h₁esmi                   | *h₁esieh₂i                | *h₁eisu                   | *h₁eisu                   | *h₁eisu    |
|                           | Zaimki dalekiego dystansu |                           |                           |                           |                           |            |
| Mianownik                 | *so                       | *tod                      | *seh₂                     | *toi                      | *teh₂                     | *seh₂i ?   |
| Dopełniacz                | *(to)sio                  | *(to)sio                  | *(t)eseh₂s                | *tesom ?                  | *tesom ?                  | *tesom ?   |
| Ablatyw                   | *tosmōd                   | *tosmōd                   | *tosmōd                   | *toios ?                  | *toios ?                  | *toios ?   |
| Celownik                  | *tosmōi                   | *tosmōi                   | *tesieh₂ei                | *toimus                   | *toimus                   | *teh₂mus ? |
| Biernik                   | *tóm                      | *tod                      | *teh₂m                    | *tons                     | *teh₂                     | *teh₂ns    |
| Narzędnik                 | *toi ?                    | *toi ?                    | *toi ?                    | *toibʰi                   | *toibʰi                   | *teh₂bʰi ? |
| Miejscownik               | *tosmi                    | *tosmi                    | *tesieh₂i                 | *toisu                    | *toisu                    | *teh₂su ?  |

Zaimek pytajny
Praindoeuropejskie zaimki pytajne były tworzone z użyciem rdzeni *kʷi- oraz *kʷe-. Nie istniały odrębne formy rodzaju żeńskiego, a formy rodzaju nijakiego były inne tylko w mianowniku i bierniku. Prawdopodobnie różnica między formami męsko-żeńskimi, a nijakimi dotyczyła odróżnienia rzeczowników ożywionych (*kʷis – „kto”) od nieożywionych (*kʷid – „co”).
|                    | L. pojedyncza | L. pojedyncza      | L. mnoga  | L. mnoga |
| R. męski R. żeński | R. nijaki     | R. męski R. żeński | R. nijaki |          |
| ------------------ | ------------- | ------------------ | --------- | -------- |
| Mianownik          | *kʷis         | *kʷid              | *kʷeyes   | *kʷih₂   |
| Biernik            | *kʷim         | *kʷid              | *kʷims    | *kʷih₂   |
| Celownik           | *kʷesmey      | *kʷesmey           | *kʷeybh-  | *kʷeybh- |
| Dopełniacz         | *kʷesyo       | *kʷesyo            | *kʷeysom  | *kʷeysom |
| Miejscownik        | *kʷesmi       | *kʷesmi            | *kʷeysu   | *kʷeysu  |

Zaimek zwrotny
Praindoeuropejski posiadał również zaimek zwrotny, odpowiednik polskiego „się” – i podobnie jak w polskim nie posiadał formy mianownika z powodów znaczeniowych.
|            | Zaimek zwrotny |
| ---------- | -------------- |
| Biernik    | *se            |
| Dopełniacz | *seue; *sei    |
| Celownik   | *sebʰio; *soi  |

Zaimek dzierżawczy
Formy zaimka dzierżawczego:
| polski                       | praindoeur. |
| ---------------------------- | ----------- |
| mój                          | *h₁mos      |
| twój                         | *tuos       |
| swój, swoje (jego, jej, ich) | *suos       |
| nasz                         | *nsos       |
| wasz                         | *usos       |

### Liczebnik
Rekonstrukcje liczebników głównych według Sihlera i Beekesa:
| Licz. | A. Sihler                              | R. Beekes       |
| ----- | -------------------------------------- | --------------- |
| 1     | *Hoi-no-; *Hoi-wo-; *Hoi-k(ʷ)o-; *sem- | *Hoi(H)nos      |
| 2     | *d(u)wo-                               | *duoh₁          |
| 3     | *trei-; *tri-                          | *treies         |
| 4     | *kʷetwor-; *kʷetur-                    | *kʷetuōr        |
| 5     | *penkʷe                                | *penkʷe         |
| 6     | *s(w)eḱs (< *weḱs ?)                   | *(s)uéks        |
| 7     | *septm̥                                 | *séptm          |
| 8     | *oḱtō; *oḱtou; *h₃eḱtō; *h₃eḱtou       | *h₃eḱteh₃       |
| 9     | *(h₁)newn̥                              | *(h₁)néun       |
| 10    | *deḱm̥(t)                               | *déḱmt          |
| 20    | *wīḱm̥t- (< *widḱomt- ?)                | *duidḱmti       |
| 30    | *trīḱomt- (< *tridḱomt- ?)             | *trih₂dḱomth₂   |
| 40    | *kʷetwr̥̄ḱomt-(< *kʷetwr̥dḱomt- ?)        | *kʷeturdḱomth₂  |
| 50    | *penkʷēḱomt- (< *penkʷedḱomt- ?)       | *penkʷedḱomth₂  |
| 60    | *s(w)eḱsḱomt- (< *weḱsdḱomt- ?)        | *ueksdḱomth₂    |
| 70    | *septm̥̄ḱomt- (< *septm̥dḱomt- ?)         | *septmdḱomth₂   |
| 80    | *oḱtō(u)ḱomt- (< *h₃eḱto(u)dḱomt- ?)   | *h₃eḱth₃dḱomth₂ |
| 90    | *(h₁)newn̥̄ḱomt- (< *h₁newn̥dḱomt- ?)     | *h₁neundḱomth₂  |
| 100   | *ḱm̥tom (< *dḱm̥tom ?)                   | *dḱmtóm         |
| 1000  | *ǵʰeslo-; *tusdḱomti                   | *ǵʰes-l-        |

W praindoeuropejskim istniał dziesiętny system liczenia, odtworzone zostały wszystkie formy od 1 do 10. Natomiast liczebniki od 11 do 19 są tworzone w językach indoeuropejskich na różne sposoby, z tego też powodu rekonstrukcja ich stanu praindoeuropejskiego jest według Beekesa niemożliwa.
Jedynie liczebniki od 1 do 4 podlegały odmianie. Przykłady odmiany wybranych liczebników z uwzględnieniem rodzaju gramatycznego w rekonstrukcji Ringe'a:
|             | ‘jeden’   | ‘jeden’      | ‘jeden’  | ‘trzy’    | ‘trzy’    | ‘trzy’   |
| R. męski    | R. żeński | R. nijaki    | R. męski | R. żeński | R. nijaki |          |
| ----------- | --------- | ------------ | -------- | --------- | --------- | -------- |
| Mianownik   | *sḗm      | *sémih₂      | *sém     | *tréyes   | *tisres   | *tríh₂   |
| Wołacz      | *sém      | *sémi        | *sém     | *tréyes   | *tisres   | *tríh₂   |
| Biernik     | *sḗm      | *sémih₂m     | *sém     | *tríns    | *tisrn̥s   | *tríh₂   |
| Narzędnik   | *sméh₁    | *sm̥yéh₂(e)h₁ | *sméh₁   | *tribʰí   | *tisr̥bʰí  | *tribʰí  |
| Celownik    | *sméy     | *sm̥yéh₂ey    | *sméy    | *trimós   | *tisr̥mós  | *trimós  |
| Ablatyw     | *smés     | *sm̥yéh₂s     | *smés    | *trimós   | *tisr̥mós  | *trimós  |
| Dopełniacz  | *smés     | *sm̥yéh₂s     | *smés    | *tr̥yóHom  | *tisróHom | *tr̥yóHom |
| Miejscownik | *sém(i)   | *sm̥yéh₂(i)   | *sém(i)  | *trisú    | *tisr̥sú   | *trisú   |

Liczebniki porządkowe (pierwszy, drugi itp.) w rekonstrukcji Beekesa:
| L.p. | praindoeur.   |
| ---- | ------------- |
| 1.   | *prh₂uó-      |
| 2.   | *h₂entero- ?  |
| 3.   | *trió-        |
| 4.   | *kʷturó-      |
| 5.   | *pnkʷó-       |
| 6.   | *uksó-        |
| 7.   | *s(e)ptmó-    |
| 8.   | *h₃(e)ḱth₃uó- |
| 9.   | *h₁nunó-      |
| 10.  | *d(e)ḱmtó-    |

Przedrostki liczbowe (jedno-, dwu-, trój- cztero-) w rekonstrukcji Fortsona (2004):
| polski  | praindoeur.             |
| ------- | ----------------------- |
| jedno-  | *sm̥-                    |
| dwu-    | *du̯i-                   |
| trój-   | *tri-                   |
| cztero- | *kʷ(e)tru- lub *kʷetu̯r̥- |

## Nieodmienne części mowy

### Przysłówek
W praindoeuropejskim nie istniały specjalne przyrostki służące tworzeniu przysłówków. Z reguły w funkcji przysłówka występowały rzeczowniki w różnych formach przypadków lub przymiotniki w użyciu okolicznikowym. Przypuszcza się, że takim wyrazem mógł być np. *meǵh₂ („bardzo”), będący formą mianownika/biernika liczby pojedynczej przymiotnika rodzaju nijakiego. Zrekonstruowano również przysłówki oznaczające „dwukrotnie” i „trzykrotnie”, odpowiednio jako *du̯is i *tris.
W niektórych przysłówkach w językach potomnych można zauważyć istnienie przedrostków przeczących n- oraz m-. Na ich podstawie rekonstruowane są słowa tworzące negację: *ne oraz *mē (w zakazach), a także przedrostek *n̥-.

### Przyimek
Do zrekonstruowanych przyimków praindoeuropejskich u Fortsona należą m.in.:
- *apo – „z” (skąd);
- *en – „w”;
- *en-ter – „wewnątrz”;
- *epi – „na(d)”;
- *kata lub *km̥ta – „na dole”;
- *kom – „z” (kimś/czymś);
- *n̥dher lub *n̥dhos – „poniżej”;
- *ni – „na dole, poniżej”;
- *per(i) – „przez”;
- *prṓ – „wprzód”;
- *uper – „powyżej”;
- *upo – „poniżej”.

Natomiast Beekes proponuje następujące przyimki:
- *deks(i) – „po prawej”;
- *h₁eǵʰ(s) – „z” (skąd);
- *h₁en – „w”;
- *h₁épi lub *h₁opi – „przy”;
- *h₁eti lub *h₁oti – „(po)nad”;
- *h₂ed – „do”;
- *h₂en – „w górę”;
- *h₂enti – „przeciwko”;
- *h₂épo lub *h₂pó – „z” (skąd);
- *h₂eu – „z dala od”;
- *h₂mbʰi – „dookoła”;
- *h₃ebʰi lub *(h₃)bʰi – „ku”;
- *ḱnt- – „wraz z”;
- *ḱo(m) – „z” (kimś/czymś)”;
- *meth₂ (?) – „z, pomiędzy”;
- *ndʰer(i) – „pod”;
- *ni – „w dół”;
- *péri – „przez”;
- *pos – „po”;
- *poti – „przeciwko”;
- *preh₂i – „przed, z przodu”;
- *préti lub *proti – „przeciwko”;
- *prh₂ós – „przed”;
- *pro – „przed, przodem”;
- *(s)nh₁i lub *(s)nh₁(e)u – „bez”;
- *som – „razem”;
- *trh₂ós – „przez”;
- *ud – „w górę, na górę”;
- *upér(i) – „ponad, powyżej”;
- *upó – „pod, poniżej”.

### Spójnik
Spójniki są trudne do zrekonstruowania z powodu ich niestabilności. Udało się odtworzyć nieliczne:
- *kʷe – spójnik łączący o znaczeniu „i”;
- *u̯ē – spójnik rozłączny o znaczeniu „lub”;
- *h₂(e)u – spójnik przeciwstawny o znaczeniu „lecz; jednakże”;
- *nu oraz *de – spójniki łączące zdania o znaczeniu „i”.

### Partykuła
Zidentyfikowano m.in. partykułę modalną *kem lub *km̥, partykuły wzmacniające *tar oraz *ge oraz partykułę (prawdopodobnie pytajną) *ghe lub *gho.

### Wykrzyknik
Zrekonstruowano m.in. wykrzykniki *u̯ai (wyrażające nieszczęście) oraz *ō! (standardowy okrzyk).

## Słownictwo
Zrekonstruowano znaczącą liczbę słów praindoeuropejskich. Poniżej przedstawiono niektóre z nich; wykaz zawiera formy podane przez Beekesa.
|                  | Przykłady zrekonstruowanych wyrazów |
| ---------------- | --- |
| Dom              | *dōm (‘dom’); *dʰuer- (‘drzwi’) |
| Handel           | *kʷrih₂- (‘kupować’) |
| Jedzenie i picie | *h₁ed- (‘jeść’); *peh₃(i)- (‘pić’); *pekʷ- (‘gotować’); *bʰ(o)Hg- (‘piec’); *mēms- (‘mięso’); *dǵʰuH- (‘ryba’); *gʷlh₂-(e)n- (‘żołądź’); *seh₂l- (‘sól’); *ǵrHno- (‘ziarno’); *mélit (‘miód’); *h₂ebōl (‘jabłko’); *medʰu (‘miód pitny’); *u(e)ih₁-(o)n- (‘wino’); *h₂melǵ- (‘doić’); *glkt-s (‘mleko’); *h₃(e)ngʷ-n (‘masło’); *tuHri-s (‘ser’); |
| Ludzie           | *teutā (‘lud, ludzie’); *h₃rēǵ-s (‘król’); *uiHró- (‘wolny człowiek’); *gʰosti- (‘gość, wróg’) |
| Metale           | *h₂éios (‘brąz, miedź’); *ǵʰ(o)l(H) (‘złoto’); *h₂(e)rǵ-nt (‘srebro’) |
| Narzędzia        | *peleḱu- (‘siekiera’); *gʷiH- (‘łuk’); *isu- (‘strzała’) |
| Osiedle          | *p(o)lH- (nieustalone znaczenie, w językach potomnych ‘miasto’); *uiḱ- (‘wieś’) |
| Religia          | *Diḗus *ph₂tḗr ([nazwa własna boga dnia]); *deiuos (‘bóg’); *n̥mr̥tós (‘nieśmiertelny’); *dʰeh₁s- lub *ḱuentos (‘święty’); *ḱred dʰeh₁- (‘wierzyć’); *ieh₂ǵ- (‘czcić’); *gʷʰedʰ-, *preḱ- lub *meld- (‘modlić się’) |
| Rodzina          | *ph₂tḗr (‘ojciec’); *meh₂t(ē)r (‘matka’); *bʰréh₂t(ē)r (‘brat’); *suésōr (‘siostra’); *suHnu- lub *suHiu- (‘syn’); *dʰúgh₂tēr (‘córka’); *snusós (‘synowa’); *uedʰ- (‘poślubić’); *potis (‘mąż, pan’); *ǵ(e)mH-ōr (‘zięć’); *h₂euh₂os (‘dziadek’); *népōt (‘wnuk, potomek’); *h₁uidʰuh₂- (‘wdowa’)                                                |
| Rolnictwo        | *seh₁- (‘siać’); *h₂erh₃- (‘orać’); *h₂erh₃-trom (‘radło’); *h₂eǵros (‘pole’); *gʰ(e)rsdʰ- (‘jęczmień’); *gʷreh₂uōn lub *gʷ(e)rh₂n- (‘żarno’) |
| Transport        | *ueǵʰ- (‘wozić’); *Hrot-h₂ lub *kʷe-kʷl-os (‘koło’); *Hret- (‘chodzić’); *kʷel- (‘skręcać’); *h₂eḱs- (‘oś’); *uks-ḗn (‘wół [pociągowy]’); *neh₂us (‘łódź’); *h₁reh₁- (‘wiosło, wiosłowanie’) |
| Ubiór            | *negʷ-/*nogʷ- (‘nago’); *ues- (‘ubierać się’); *Hou- (‘zakładać buty, obuć się’); *h₁uebʰ- (‘tkać’); *siuH- lub *suH- (‘szyć’); *HulHn- (‘wełna’) |
| Zwierzęta domowe | *gʷeh₃us (‘krowa’); *teh₂uros (‘byk’); *h₃euis (‘owca’); *h₂egʷnos (‘jagnię’); *h₂eiǵ- (‘koza’); *péḱu (‘bydło’); *h₁eḱu-(o-) (‘koń’); *p(ō)lH- (‘źrebak’); *suHs (‘świnia’); *porḱo- (‘prosiak’); *ḱh₁s- (‘zając’); *ḱuōn (‘pies’); *muHs (‘mysz’)                                                                                               |

## Rekonstrukcja prajęzyka
Języki indoeuropejskie wykazują ogromną liczbę podobieństw i zbieżności we wszystkich aspektach językowych. Pojedyncze leksemy i morfemy często wręcz występują w niemalże identycznych formach i znaczeniach – np. wedyjskie ás-t-i, greckie ἐσ-τ-ί i łacińskie es-t nie tylko wszystkie wyrażają czasownik „być”, lecz także jego identyczną formę (3. osoba liczby pojedynczej) oraz strukturę fonologiczną i morfologiczną.
Zbieżności te nie są uniwersalne językowo – czasownik „być” np. w językach semickich ma zupełnie inny charakter i kontekst. Nie mają też charakteru przypadkowych podobieństw, również opcja zapożyczeń językowych – mimo ich obecności – nie jest dobrym wyjaśnieniem. Muszą więc one pochodzić z tego samego źródła, hipotetycznego prajęzyka bądź jego części, będącego ich przodkiem.

### Metoda porównawcza
Główną metodą naukową w badaniach indoeuropeistycznych jest metoda porównawcza, która opiera się na poszukiwaniu regularności w strukturze fonetycznej słów i w ich odmianie. Dzięki tej metodzie zrekonstruowany został pokaźny zasób słownictwa i gramatyki praindoeuropejskiej, a dodatkowo udowodnione zostało samo istnienie badanej rodziny oraz pokrewieństwo języków wchodzących w jej skład.
Beekes zaprezentował sposób rozumowania, prowadzący do odtworzenia przybliżonej odmiany w języku praindoeuropejskim czasownika „być” w oparciu o jego formy w łacinie i sanskrycie:
|          | ‘jestem’ | ‘jesteś’ | ‘jest’ | ‘jesteśmy’ | ‘jesteście’ | ‘są’  |
| -------- | -------- | -------- | ------ | ---------- | ----------- | ----- |
| sanskryt | asmi     | asi      | asti   | smas       | stha        | santi |
| łacina   | sum      | es       | est    | sumus      | estis       | sunt  |

W obu językach formy odmiany zawierają rdzenną spółgłoskę s-, a główna różnica w przedstawionych przykładach sprowadza się do tego, że łacina nie ma tak jak sanskryt końcowej samogłoski -i. Pomijając ją, widać wstępny wzór odmiany końcówek:
-(V)m : -∅ : -t : -mVs : -t(h)V(s) : -Vnt,
gdzie V oznacza samogłoskę. Dalszy proces rekonstrukcji przebiega następująco:
- w parze asmi i sum tylko pierwszy wyraz rozpoczyna się samogłoską – nie wiadomo więc, który stan jest starszy;
- dalej w obu następuje spółgłoska s- – należy więc założyć, że ten element jest wspólnie odziedziczony z prajęzyka;
- samogłoskę między s- i -m zawiera tylko łacina – znów nie wiadomo, który stan był wcześniejszy;
- oba zawierają -m – według logiki powinna być więc ona odziedziczona;
- końcowe -i występuje tylko w sanskrycie – ponownie brak rozstrzygnięcia starszeństwa.

Ostatecznie wzór praindoeuropejskiej formy dla 1. osoby liczby pojedynczej musi wyglądać tak: (V)s(V)m(i). Analogicznie w formach 2. osoby: obie rozpoczynają się samogłoską (założenie, że jest to stan pierwotny), lecz nie wiadomo, czy starsze jest a-, czy e- – ostatecznie logika nakazuje zrekonstruować formę Vs(i) – i tak dalej. W 1. osobie liczby mnogiej widać w obu przypadkach zakończenie na -s, jednak w 2. osobie głoska ta występuje jedynie w łacińskiej formie – tłumaczy się to tym, że pojawiła się ona na wzór osoby 1. i nie występowała oryginalnie w prajęzyku. Ostateczny wzór odmiany według przeprowadzonego dowodzenia wygląda następująco – w porównaniu ze współczesną, dokładną rekonstrukcją:
|                           | ‘jestem’     | ‘jesteś’ | ‘jest’    | ‘jesteśmy’ | ‘jesteście’ | ‘są’      |
| ------------------------- | ------------ | -------- | --------- | ---------- | ----------- | --------- |
| Wywiedziony wzór odmiany  | (V)s-(V)m(i) | (V)s-(i) | (V)s-t(i) | s-(V)mVs   | (V)s-t(h)V  | s-Vnt(i)  |
| Współczesna rekonstrukcja | *h₁és-mi     | *h₁és-si | *h₁és-ti  | *h₁s-més   | *h₁s-th₁é   | *h₁s-énti |

W rzeczywistości odtwarzanie słów z użyciem metody porównawczej odbywa się na podstawie znacznie większej liczby języków dawnych i współczesnych, najczęściej z różnych grup indoeuropejskich. Poniżej zaprezentowano gotową już rekonstrukcję liczebników praindoeuropejskich 2–10, 20 i 100 w interpretacji Fortsona (transkrypcja zgodnie z oryginałem, puste miejsce w tabeli oznacza formę o innej konstrukcji i nieprzydatną w porównaniu):
|         | grecki   | wedyjski | awestyjski | łacina   | walijski | gocki   | ormiański | tocharski A | s-c-s  | litewski | praindoeur. |
| ------- | -------- | -------- | ---------- | -------- | -------- | ------- | --------- | ----------- | ------ | -------- | ----------- |
| helleń. | indoar.  | irań.    | ital.      | celt.    | germ.    | ormiań. | toch.     | słow.       | bałt.  |          | praindoeur. |
| 2       | dúō      | dvā́(u)   | duua       | duó      | dau      | twai    | erkow     | wu          | dŭva   | dù       | *d(u)u̯óh₁   |
| 3       | treīs    | tráyas   | θrātiō     | trēs     | tri      | þreis   | erek῾     | tre         | trije  | trȳs     | *tréi̯es     |
| 4       | téttares | catvā́ras | caθuuārō   | quattuor | pedwar   | fidwor  | čork῾     | śtwar       | četyre | keturì   | *kʷetu̯ores  |
| 5       | pénte    | páñca    | panca      | quīnque  | pump     | fimf    | hing      | páñ         | pętĭ   | penkì    | *pénkʷe     |
| 6       | héks     | ṣāṭ      | xšuuaš     | sex      | chwech   | saihs   | vec῾      | ṣäk         | šestĭ  | šešì     | *su̯éḱs      |
| 7       | heptá    | saptá    | hapta      | septem   | saith    | sibun   | ewt῾n     | ṣpät        | sedmĭ  | septynì  | *septḿ̥      |
| 8       | oktṓ     | aṣṭā́(u)  | ašta       | octō     | wyth     | ahtau   | owt῾      | okät        | osmĭ   | aštuonì  | *oḱtō(u)    |
| 9       | enné(w)a | náva     | nauua      | nouem    | naw      | niun    | inn       | ñu          | devętĭ | devynì   | *néu̯n       |
| 10      | déka     | dáśa     | dasa       | decem    | deg      | taihun  | tasn      | śäk         | desętĭ | dēšimt   | *déḱm̥       |
| 20      | wíkati   | vimśatí- | vīsaiti    | uiginti  | ugein(t) |         | k῾san     | wiki        |        |          | *u̯īḱm̥tī     |
| 100     | hekatón  | śatám    | satəm      | centum   | cant     | hund    |           | känt        | sŭto   | šim̃tas   | *ḱm̥tóm      |

### Rekonstrukcja wewnętrzna
Drugą główną metodą stosowaną w pracy nad odtwarzaniem dawniejszych stadiów rozwoju języka jest rekonstrukcja wewnętrzna. Bazuje ona na porównywaniu różnych form gramatycznych konkretnego języka, najczęściej również z konkretnego okresu w jego historii.
Przykładem wewnętrznej rekonstrukcji może być porównanie łacińskiego wyrazu genus („rodzaj; typ”) i jego dopełniacza generis. Końcówka tego drugiego to -is, więc rdzeń słowa genus to gener-. Można zatem podejrzewać, że obie formy powstały z tego samego rdzenia o tej samej końcowej spółgłosce (gener- ? genes- ?). Ponieważ przejście głoski /s/ w /r/ jest w języku dość częstym zjawiskiem, całkiem prawdopodobna jest zmiana genes- > gener- (z końcówką dopełniacza). Takie rozumowanie jest dopiero hipotezą, która może być potwierdzona w analogicznych formach w innych językach indoeuropejskich. Faktycznie, rdzeń z -s można odnaleźć w sanskryckim słowie jánas (o identycznym jak w łacinie znaczeniu) oraz jego formie dopełniacza jánas-as.
Innym przykładem rekonstrukcji stanu pierwotnego jest analiza biernika greckiego słowa ēṓs („świt”), który brzmiał ēō. Jest to forma nietypowa, gdyż grecki biernik jest z reguły zakończony głoską -n lub -a, np. eikṓn („obraz”) – eikóna. Można więc domniemywać, że forma ēō pochodziła od dawnego *ēoa. Co więcej, rdzeń mianownika kończy się na -s, która to głoska nierzadko zanika – co pozwala postawić hipotezę o pierwotnej formie biernika *ēos-a. Potwierdzenie tego znajduje się w odpowiednikach znaczeniowych w innych językach indoeuropejskich: m.in. sanskryckie uṣā́s (mianownik) i uṣā́s-am (biernik) pokazują, że faktycznie pragreckim rdzeniem analizowanego wyrazu był *ēos-.
Na podstawie tego typu wewnętrznej rekonstrukcji wcześniejszego stanu (przede wszystkim języka greckiego), a następnie porównaniu z innymi językami, badacze doszli m.in. do następujących wniosków:
- system przegłosu w greckim e / o / Ø / ē / ō został odziedziczony z języka praindoeuropejskiego;
- inny grecki system wymiany długich samogłosek ē / ā / ō musiał wywodzić się z praindoeuropejskiego stanu krótka samogłoska (e / a / o) + głoska nieznana;

owe trzy nieznane głoski znane są obecnie jako laryngały *h₁, *h₂ i *h₃.
W praktyce praca nad rekonstrukcją prajęzyka polega na przechodzeniu z metody porównawczej do rekonstrukcji wewnętrznej i z powrotem, gdyż poleganie na tylko jednej z tych metod może prowadzić do błędnych wniosków.

### Przykładowe teksty
Nie są znane żadne źródła historyczne języka praindoeuropejskiego, wszystkie teksty w tym języku mają więc charakter twórczy i współczesny. W literaturze językoznawczej najczęściej przedstawiane są dwa krótkie opowiadania:
- Owca i konie – autorstwa Augusta Schleichera z 1868 r., rekonstrukcja oparta na podstawie sanskrytu, w późniejszych latach wielokrotnie poprawiane i aktualizowane przez różnych językoznawców zgodnie z ich wizją prajęzyka[26];
- Król i bóg – pochodzące z Rygwedy i przetłumaczone z sanskrytu wedyjskiego na praindoeuropejski przez kilku językoznawców w latach 90. XX w., w niezależnych od siebie wersjach[182].

Owca i konie
Wersja Andrew Byrda została również nagrana przez niego samego i jest dostępna do odsłuchu.
Avis akvāsas ka
wersja Schleichera (1868)
Avis, jasmin

varnā na ā ast,

dadarka akvams,

tam, vāgham garum vaghantam,

tam, bhāram magham,

tam, manum āku bharantam.

Avis akvabhjams ā vavakat:

kard aghnutai mai

vidanti manum

akvams agantam.

Akvāsas ā vavakant:

krudhi avai,

kard aghnutai vividvant-svas:

manus patis

varnām avisāms karnauti

svabhjam gharmam vastram

avibhjams ka varnā na asti.

Tat kukruvants

avis agram ā bhugat.
H₂óu̯is h₁éḱu̯ōs-kʷe
wersja Byrda (2013)
h₂áu̯ei̯ h₁i̯osméi̯

h₂u̯l̥h₁náh₂ né h₁ést,

só h₁éḱu̯oms derḱt.

só gʷr̥hₓúm u̯óǵʰom u̯eǵʰed;

só méǵh₂m̥ bʰórom;

só dʰǵʰémonm̥ h₂ṓḱu bʰered.

h₂óu̯is h₁ékʷoi̯bʰi̯os u̯eu̯ked:

“dʰǵʰémonm̥ spéḱi̯oh₂

h₁éḱu̯oms-kʷe h₂áǵeti,

ḱḗr moi̯ agʰnutor”.

h₁éḱu̯ōs tu u̯eu̯kond:

“ḱludʰí, h₂ou̯ei̯!

tód spéḱi̯omes, n̥sméi̯ agʰnutór ḱḗr:

dʰǵʰémō, pótis,

sē h₂áu̯i̯es h₂u̯l̥h₁náh₂

gʷʰérmom u̯éstrom u̯ept,

h₂áu̯ibʰi̯os tu h₂u̯l̥h₁náh₂ né h₁esti.

tód ḱeḱluu̯ṓs

h₂óu̯is h₂aǵróm bʰuged.
Owca i konie
tłumaczenie dosłowne
Owca, która

wełny nie miała,

zobaczyła konie;

jeden wóz ciężki ciągnął,

jeden ładunek wielki,

jeden człowieka szybko wiózł.

Owca do koni zawołała:

„Serce boli mnie

widząc człowieka

konie poganiającego”.

Konie zawołały:

„Słuchaj, owco,

serce boli, ujrzawszy:

człowiek, pan,

wełnę owcom ścina

sobie na ciepłą odzież,

a owce wełny nie mają”.

To usłyszawszy

owca z pola wybiegła.
Król i bóg
W wersji Erica Hampa zachowano oryginalną pisownię, z uwzględnieniem postulowanego przez niego czwartego laryngału *h₄.
[brak oryginalnego tytułu]
wersja Hampa
to rḗḱs éh₁est.

so n̥putlos éh₁est.

so rēḱs súhₓnum éu̯el(e)t.

só tós(i̯)o ǵʰeutérm̥ (e)pr̥ḱsḱet;

súhₓnus moi ǵn̥h₁i̯otām!

so ǵheutēr tom rḗǵm̥ éu̯eukʷet:

ihₓgesu̯o deiu̯óm u̯érunom.

so rḗḱs deiu̯óm u̯erunom h₄úpo-sesore

nu deiu̯óm (é)ihₓgeto:

ḱludhí moi phₐter u̯erune!

deiu̯ós u̯érunos km̥ta diu̯ós égʷehₐt.

kʷíd u̯elsi?

u̯élmi súhₓnum.

tód h₁éstu, u̯éukʷet loukós deiu̯os u̯erunos.

rēǵós pótnihₐ súhₓnum gegonh₁e.
Król i bóg
tłumaczenie dosłowne
Król [sobie] był.

Bezdzietny był.

Król syna chciał.

Swojego kapłana poprosił:

„Syn niech mi się urodzi!”.

Kapłan do króla powiedział:

„Módl się do boga Waruny”.

Król do boga Waruny podszedł,

by teraz do boga się pomodlić:

„Usłysz mnie, Ojcze Waruno!”.

Bóg Waruna z nieba zstąpił.

„Czego chcesz?”.

„Chcę syna”.

„Tak będzie”, odrzekł świetlisty bóg Waruna.

Króla żona syna urodziła.

## Problematyczne zagadnienia

### Iniunctivus
Niektórzy językoznawcy postulują istnienie w języku praindoeuropejskim jeszcze jednego, specjalnego trybu o nazwie iniunctivus (tryb zakazujący). Jego dokładne znaczenie nie jest ściśle określone, mógł on być używany jako podkreślenie intencji mówiącego czy zakaz. Morfologicznie tożsamy z formami przeszłymi (końcówki wtórne aspektu niedokonanego i aorystu), ale bez użycia augmentu. W językach potomnych można go odnaleźć przede wszystkim w:
- sanskrycie – zarówno w sensie morfologicznym, jak i znaczeniowym – w trybie tym wyrażane były m.in. obowiązkowo wszystkie zakazy w 2. osobie liczby mnogiej;
- klasycznej grece – wyłącznie morfologicznie – znaczeniowo niczym nie różnił się od trybu oznajmującego.

### Przegłos nartenowski
W latach 60. XX w. indoiranistka Johanna Narten zaproponowała istnienie w praindoeuropejskim pewnej grupy czasowników o specyficznym przegłosie i akcencie. Miałyby one zawsze akcentowany rdzeń z wymianą ilościową samogłoski rdzennej: stopień wzdłużony *ē w liczbie pojedynczej strony czynnej, a w liczbie mnogiej stopień pełny *e.
Zachowanie tego typu przedstawia m.in. rdzeń *stew- („chwalić” lub „ogłaszać”):
3. os. l.poj. str. czynnej: *stḗu-ti
3. os. l.poj. str. medialnej: *stéu-(t)oi
Istnienie czasowników nartenowskich jest przedmiotem naukowej dyskusji. Zwolennikiem tej hipotezy jest m.in. Jochem Schindler, według którego wszystkie rdzenie praindoeuropejskie pod względem zachowania dzieliły się na nartenowskie i nie-nartenowskie. Z kolei Michiel de Vaan całkowicie odrzuca koncepcję tego typu.

### Hetycka koniugacja-hi
Nierozwiązane jest pochodzenie odmiany typu -hi w języku hetyckim (prawdopodobnie powszechnej w całej grupie anatolijskiej). Jest to dodatkowy typ odmiany obok istniejącej standardowej koniugacji typu -mi, jednoznacznie odziedziczonej z praindoeuropejskiego.
|                 | hetycki     | hetycki |
| Odmiana -mi     | Odmiana -hi |         |
| --------------- | ----------- | ------- |
| 1. osoba l.poj. | -mi         | -hi     |
| 2. osoba l.poj. | -si         | -ti     |
| 3. osoba l.poj. | -t          | -i      |

Odmiana -hi wygląda na archaiczną nawet jak na języki anatolijskie, będące najstarszą znaną grupą indoeuropejską. Najczęściej językoznawcy tłumaczą występowanie tej koniugacji jako pochodzącej z praindoeuropejskiej odmiany perfectum. Faktycznie, w języku hetyckim nie istnieje ta ostatnia, typ -hi mógłby więc stanowić uzupełnienie luki w systemie odmiany czasownika. Istnieją jednak pewne różnice pomiędzy nimi, dlatego też niektórzy badacze (np. Warren Cowgill i Jay Jasanoff) odrzucają tę hipotezę.
Jasanoff zaproponował alternatywny pogląd: w języku praindoeuropejskim istniały jakoby dwa rodzaje odmiany strony czynnej aspektu niedokonanego. Pierwsza, standardowa i powszechnie rekonstruowana koniugacja z końcówką 1. osoby liczby pojedynczej *-mi, oraz druga, z końcówką *-h₂e, tradycyjnie uznawana dotychczas za występującą jedynie w aspekcie perfectum. Zatem hetycka odmiana typu -hi byłaby według Jasanoffa prostą kontynuacją owej rzekomej praindoeuropejskiej odmiany typu -h₂e:
|                 | praindoeur. |
| --------------- | ----------- |
| 1. osoba l.poj. | *-h₂e       |
| 2. osoba l.poj. | *-th₂e      |
| 3. osoba l.poj. | *-e         |

## Praindoeuropejski w kulturze popularnej
Zrekonstruowany język praindoeuropejski pojawił się w filmie z 2012 r. Prometeusz w reżyserii Ridleya Scotta. Jeden z bohaterów filmu, android, uczy się go, recytując opowiadanie Owca i konie, a następnie rozmawia w tym języku z przedstawicielem obcej cywilizacji.
Słowa w języku praindoeuropejskim zawiera tekst utworu „Woda, preludium”, pierwszej pozycji z płyty z muzyką z gatunku classical crossover The Drop That Contained the Sea z 2014 r. autorstwa Christophera Tina.
W grze przygodowej z 2016 r. Far Cry Primal, której akcja toczy się 10 tysięcy lat p.n.e., plemiona mówią trzema fikcyjnymi językami: wenja, udam oraz izila. Wszystkie one są podobne do siebie i zostały oparte na praindoeuropejskim.

### Źródła internetowe
- Voiceless high vowels and syncope in older Indo-European [online], Martin Kümmel, department of Indo-European linguistics, University of Jena. Brak numerów stron w książce
- Uvular Stops or a Glottal Fricative? Theory and Data in Recent Reconstructions of PIE "Laryngeals" [online], Martin Kümmel, department of Indo-European linguistics, University of Jena. Brak numerów stron w książce
- Meredith Bennett-Smith, Is This How Our Ancestors Sounded? Linguist Recreates Proto-Indo-European Language (AUDIO) [online], The Huffington Post, 6 grudnia 2017 [dostęp 2020-10-06] [zarchiwizowane z adresu 2020-09-16] (ang.).
- Andrew Byrd, Sheep And Horses [online], Archaeology Magazine, 2013 [dostęp 2020-10-06] [zarchiwizowane z adresu 2020-09-16], nagranie dźwiękowe.
- William Jones, The Third Anniversary Discourse delivered 2 February 1786 [online], Electronic Library of Historiography [dostęp 2020-10-06] [zarchiwizowane z adresu 2020-08-02] (ang.).
- George Roush, ‘Prometheus’ Secret Revealed: What Did David Say To The Engineer? [online], ScreenCrush.com, 20 czerwca 2012 [dostęp 2020-12-09] [zarchiwizowane z adresu 2020-05-10] (ang.).
- Gieorgij Starostin (red.), Pokorny’s Indogermanisches etymologisches Wörterbuch [online], Eindhoven University of Technology, 31 marca 2015 [dostęp 2020-10-06] [zarchiwizowane z adresu 2020-08-06] (ang. • niem.).
- Zorine Te, Far Cry Primal Developers Talk About Uncovering History [online], GameSpot, 26 stycznia 2016 [dostęp 2020-12-09] [zarchiwizowane z adresu 2020-08-06] (ang.).
- Christopher Tin, Water Prelude – Angel City Chorale, Angel City Chorale (wyk.), YouTube, 16 grudnia 2014 [dostęp 2020-12-09] [zarchiwizowane z adresu 2020-12-15] (ang.), opis utworu.
- Gieorgij Starostin (red.), Indo-European etymology [online], starling.rinet.ru, 31 marca 2015 [dostęp 2020-10-06] [zarchiwizowane z adresu 2020-08-06] (ang. • ros.).